# Моніка Беллуччі
Моніка Анна Марія Беллуччі (італ. Monica Anna Maria Bellucci; 30 вересня 1964, Читта-ді-Кастелло, Умбрія, Італія) — італійська акторка та супермодель першого покоління. 
Вважається однією з найзнаменитіших моделей та секс-символів у світі. Перш ніж стати акторкою, яка грала в італійських, американських та французьких фільмах, працювала фотомоделлю, представляючи продукцію брендів «Dolce & Gabbana», «Cartier» і «Dior».
Її кінокар'єра почалася з комедії «Розіграш» (1991). Роль у фільмі «Квартира» принесла Беллуччі перший загальноєвропейський успіх. Потім вона привернула увагу американської публіки, зігравши у фільмі «Під підозрою» (2000). Але справжнє міжнародне визнання прийшло до Беллуччі після ролі Малени Скордіа у романтичній драмі «Малена» (2000). Наступними найвідомішими її фільмами, які мали значний касовий успіх, стали: «Братство вовка» (2001), «Астерікс і Обелікс: Місія Клеопатра» (2002), «Матриця: Перезавантаження» (2003) та «Матриця: Революція» (2003), «Страсті Христові» (2004), «Брати Грімм» (2005). Беллуччі неодноразово знімалася у фільмах, які викликали скандали через відверті сцени та насильство, до числа найвідоміших з яких увійшла «Незворотність» (2002). У віці 50 років, зігравши у фільмі про Джеймса Бонда «Спектр» 2015 року, вона стала найстаршою дівчиною Бонда в історії франшизи. 2019 року Беллуччі дебютувала на театральній сцені, започаткувавши тривалу серію виступів із виставою «Листи та спогади Марії Каллас».
З 2003 року Беллуччі часто запрошується на Каннський кінофестиваль як його ведуча та членкиня журі. Серед її нагород — дві премії «Золотий Глобус», дві премії «Срібна стрічка», премія «Доностія» та «Давид ді Донателло». 2016 року Беллуччі стала кавалеркою Ордену Почесного легіону та була зарахована постійною членкинею Академії кінематографічних мистецтв та наук.

## Ранні роки
Моніка Анна Марія Беллуччі народилася в місті Читта-ді-Кастелло, Умбрія, 30 вересня 1964 року. Її батько, Паскуале Беллуччі, володів автотранспортною компанією, а мати, Брунелла Бріганті, була домогосподаркою та художницею-аматоркою. Моніка була єдиною дитиною у сім'ї, її батьки не бажали мати більше дітей. Вона виросла у населеному пункті Лама (нині Селчі-Лама), що у комуні Сан-Джустіно на околиці Читта-ді-Кастелло.
Моніка отримала католицьку освіту і вважалася розумною дитиною, в її атестаті стояли лише хороші оцінки. Ще з дитинства вона виявляла любов до кіно, особливо її надихали перегляди фільмів італійських режисерів, зокрема Вітторіо де Сіки, Федеріко Фелліні, Роберто Росселліні, Лукіно Вісконті, а також Марселя Карне та Жана-Люка Годара.
Батьки згадували, що вона була «стриманою» і «свідомою щодо своєї фізичної привабливості», мала зростаючий інтерес до моди. Моніка намагалася бути на дистанції від інших дітей свого віку, через що дорогою зі школи додому регулярно йшла обхідним шляхом, щоб не натрапити на них, та не проводила з ними час у муніципальних громадських місцях. Весь свій вільний час вона проводила з батьками. Моніка казала: «Я росла дуже тихою та замкненою дівчинкою. Досі не люблю вечірки». Ще в середній школі вона привертала увагу людей, куди б не пішла. Батько Моніки згадував про її скарги стосовно того, що всі на неї дивляться, але тоді спромігся допомогти дочці стати впевненою.
1978 року Моніку перевели зі звичайної загальноосвітньої школи «Леонардо да Вінчі» до лінгвістичного ліцею. Там вона розпочала вивчення англійської, французької та іспанської мов. Попри те, що на підготовку у неї було всього кілька літніх місяців, Моніка практично з перших місяців стала однією з найкращих учениць ліцею. Потім вона поступила до Класичного ліцею гуманітарного спрямування (найстаріший тип навчальних закладів в Італії, в якому діти навчаються п'ять років — з 14 до 19 років). Основними предметами там були: давньогрецька мова, латина, французька, іспанська та англійська мови, філософія та література.

## Кар'єра моделі

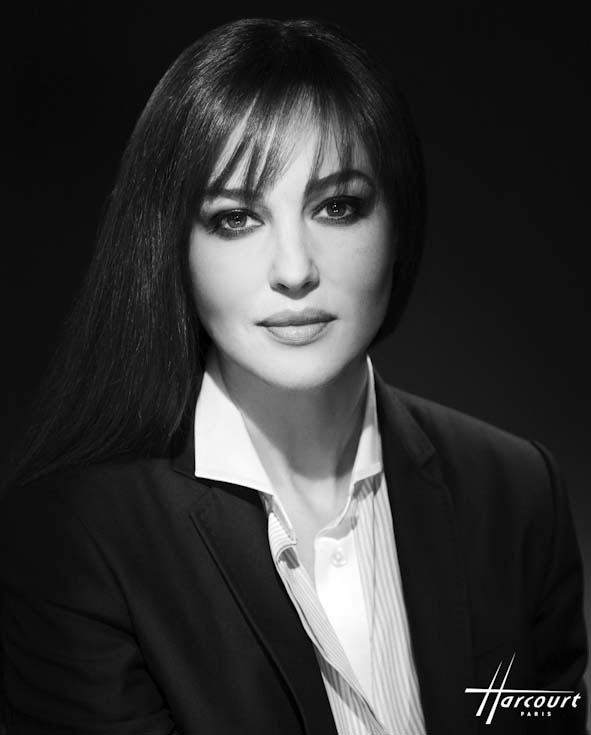
Моніка Беллуччі в рекламній кампанії бренду «Harcourt» 2008 року

У 13 років Моніка познайомилася з роботою моделі, позуючи фотографу, другу її родини, у Читта-ді-Кастелло. Пізніше, подорожуючи автостопом, вона познайомилася з перукарем із Читта-ді-Кастелло на ім'я П'єро Монтануччі, який запропонував їй стати моделлю під його керівництвом. Монтануччі відвіз її у Мілан до свого знайомого фотографа, де вони зробили перше портфоліо. Проте Моніці швидко набридла ця затія, і вона сказала, що в майбутньому хоче стати юристкою, а не моделлю.
Коли Моніці було 16 років, директор модельної агенції, один з друзів її батька, попросив її зробити фотосесію. За словами Моніки, серйозно займатися модельним бізнесом вона почала саме у 16, регулярно подорожуючи до Мілана і Парижа, при цьому продовжуючи навчання у Читта-ді-Кастелло. 1983 року, одягнена підприємицею у галузі моди із Читта-ді-Кастелло, Піною Альберті, Моніка викликала захоплення публіки на показі мод, що проходив у міському муніципальному «Театрі ілюмінатів» у рамках заходу «Жіночий момент» («Momento Donna»), організованого Марією Джованною Ельмі. На той час її наставником був Монтануччі. Потім, ще навчаючись у школі, друг батька Моніки організував її дебют на подіумі під час показу мод у Флоренції, а потім у Мілані. Надалі вона брала участь у трьох показах мод на рік, а у 18 років стала професійною моделлю.
Беллуччі планувала здобути юридичну освіту в Перудзькому університеті. Своє навчання вона фінансувала, працюючи моделлю. 1988 року Беллуччі з'явилася на обкладинках журналів, іспанського «Vogue» та французького «Elle», сфотографована Олів'єро Тоскані. Тоді подруга Моніки порадила їй звернутися до модельних агенцій Мілану. У результаті вона поїхала до Мілана, одного із найголовніших європейських центрів моди, де її помітило модельне агентство «Elite Model Management», яке у середині 1988 року підписало з нею контракт. Працюючи моделлю в «Elite», Беллуччі отримала титул «Відкриття 1988 року» та невдовзі вирушила у світову подорож, через що вирішила полишити університет. Пізніше вона казала, що робота юристкою їй би не підійшла. Водночас модельному агенту П'єро П'яцці, який був свідком дебюту Беллуччі, спало на думку, що вона могла б стати рекламною акторкою. Надалі, представляючи «Elite», вона брала участь у численних міжнародних рекламних кампаніях, і в результаті цього бренд «Dolce & Gabbana» також запросив Беллуччі стати обличчям їхньої продукції. Її зовнішність відповідала образу, який хотіли бачити фундатори «Dolce & Gabbana». Беллуччі стала популярною італійською моделлю, за підписання контракту з якою змагалася низка брендів мод. 1989 року вона оселилася в Нью-Йорку і на той час вже вважалася доларовою мільйонеркою. Беллуччі набула статусу видатної моделі у Мілані, Парижі та Нью-Йорку.
1990 року образ та ім'я Беллуччі використовувалися французьким брендом «Dior», що випускає предмети розкоші, для реклами лінійки їхньої продукції «Haute Couture». 1991 року Беллуччі обрана амбасадоркою бренду «L'Oréal». Того ж року вона з'явилася у випуску журналу «Sports Illustrated Swimsuit Issue», в якому були представлені її фотографії на Карибах. 1993 року Беллуччі вперше зустріла Джузеппе Торнаторе, який зняв її у телерекламі парфумів «Dolce & Gabbana». З 1997 року, коли у віці 33 років Річард Аведон сфотографував її для календаря «Pirelli», вона стала регулярно брати участь в еротизованих фотосесіях для календарів. Того ж року Беллуччі стала амбасадоркою та обличчям бренду «Cartier». Ніна Гальд із газети «Berlingske» писала: «„Cartier“ вперше вирішив тісно пов'язати акторку зі своїм домом». Надалі Белуччі не лише працювала моделлю «Cartier», демонструючи предмети розкоші та колекції вишуканої ювелірної продукції цього бренду, але й носила його вироби протягом всієї своєї акторської кар'єри, особливо під час появи на червоних доріжках урочистих заходів. 1999 року італійський модний фотограф Фабріціо Феррі зняв її для календаря журналу «Max».
2000 року Беллуччі позувала для календаря журналу «GQ»; її фотографував Джан Паоло Барб'єрі. У червні 2001 року вона вперше з'явилася на обкладинці журналу «Paris Match». Того ж року Беллуччі з'явилася оголеною, з ікрою на грудях, на обкладинці «Esquire», для якого її сфотографував Дезіре. Надалі багато її фотографій, зроблені Фабріціо Феррі, зокрема, де вона була полита медом, регулярно з'являлися в обох журналах-конкурентах — «Esquire» та італійському виданні «GQ». 2004 року, вагітна дочкою Девою, Беллуччі позувала оголеною для італійського видання журналу «Vanity Fair» на знак протесту проти законів Італії, що забороняють штучне запліднення. Того ж року повідомлялося, що вона була єдиною акторкою, що мала контракт із «Cartier». Між 2006—2010 роками Беллуччі була однією з амбасадорок бренду «Dior» та обличчям низки його виробів. 2007 року, натхненний приватним замовленням Беллуччі, бренд «Cartier» створив колекцію престижних ювелірних виробів, яка отримала її ім'я. Вперше ця колекція була представлена на заході «Cartier» у Дубаї того року. Колекція ювелірних прикрас, названа на честь акторки, стала безпрецедентним випадком в історії «Cartier».

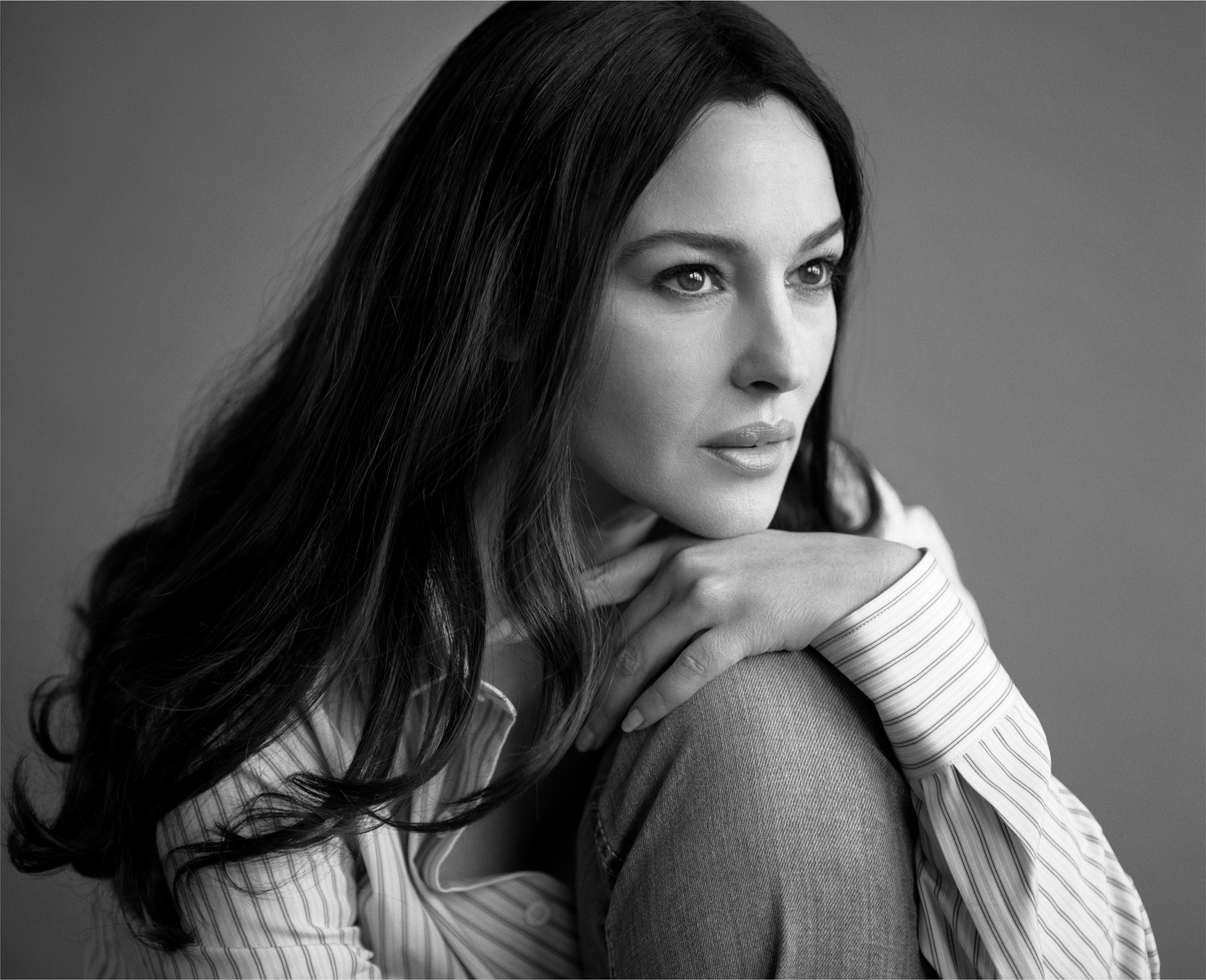
Моніка Беллуччі, 2009 рік

2010 року Беллуччі знялася у телерекламі напою «Martini Gold», створеній спільно брендами «Martini» та «Dolce & Gabbana». Того ж року вона знову позувала вагітною та напівоголеною для обкладинки квітневого номера журналу «Vanity Fair Italy». Надалі бренд-виробник кашемірових виробів «Éric Bompard» обрав Беллуччі своєю амбасадоркою під час рекламної кампанії його продукції взимку 2011—2012 років. Того ж 2012 року вона була обличчям колекції губної помади «Dolce & Gabbana», названої на її честь. Потім Беллуччі підписала контракти із модельними агенціями «Storm Management» у Лондоні та «D'Management Group» у Мілані. У грудні 2012 року вона увосьме з'явилася на обкладинці «Paris Match». У серпні 2015 року Беллуччі всьоме з'явилася на італійській обкладинці «GQ». Під час рекламних кампаній 2018—2019 років її обрали обличчям німецького виробника засобів особистої гігієни «Nivea». Навесні 2019 року вона пройшлася подіумом на тижні моди в Мілані для «Dolce & Gabbana». До неї приєдналися Ізабелла Росселліні, Єва Герцигова та Гелена Крістенсен, таким чином доповнюючи ряд супермоделей 1990-х, що повернулися у центр уваги моди.
Станом на кінець 2022 року Беллуччі продовжувала бути амбасадоркою «Cartier». Протягом десятиліть вона з'являлася, серед іншого, на обкладинках журналів «Elle», «IO Donna», німецького «Madame», «Marie Claire», «Maxim» та міжнародних «Harper's Bazaar», «Schön!», «Vanity Fair» та «Vogue».

## Акторська кар'єра

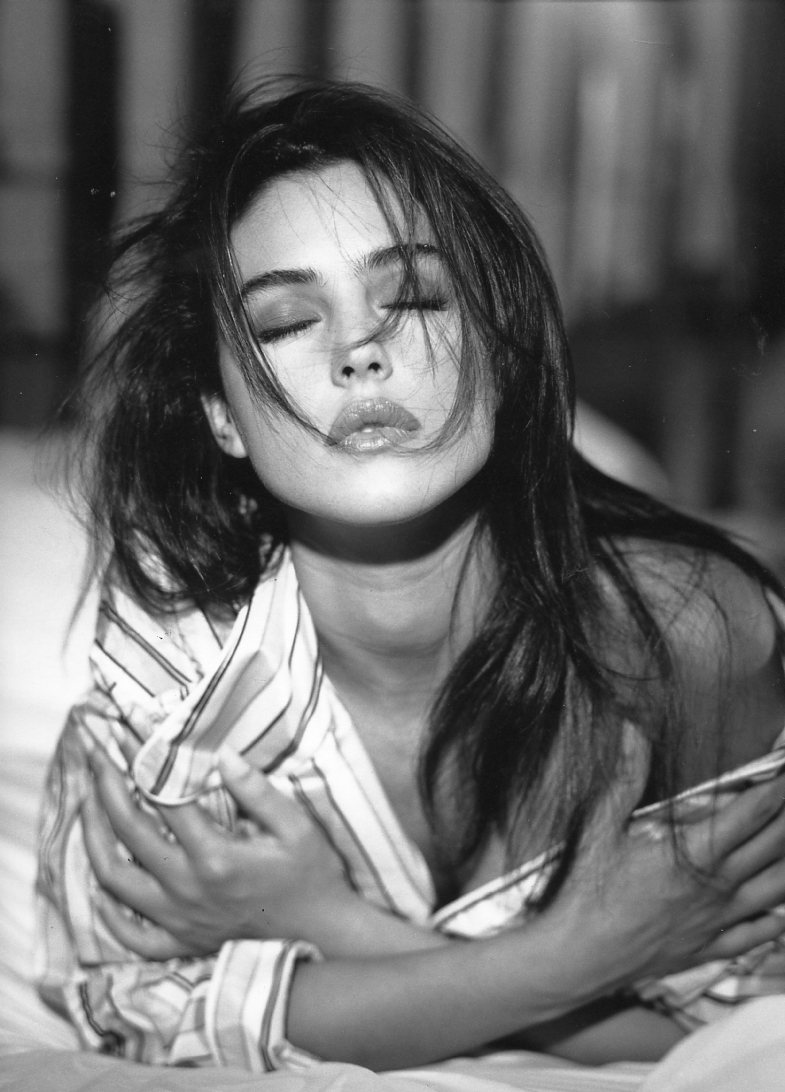
Белуччі в паризькому готелі «Raphael», березень 1990 року

### Ранні ролі та перші успіхи. «Квартира» (1990—1999)
Моніка Беллуччі дебютувала на екрані 1990 року в італійському телефільмі Діно Різі «Життя з дітьми». Вона була обрана після того, як італійський режисер Карло Ванціна помітив її портретну фотографію в журналі та порекомендував її Різі. Після виходу картини «Життя з дітьми» Беллуччі почали пропонувати інші ролі. Загалом робота у цих акторських етюдах мало чим відрізнялася від стандартних фотосесій. Побачивши, як легко дівчина роздягається перед камерою, режисери пропонували їй маленькі ролі, де з п'яти хвилин на екрані чотири передбачалося провести в оголеному вигляді. Від більшості таких пропозицій Беллуччі відмовлялася на користь роботи моделлю.
1991 року Беллуччі дебютувала в кіно у фільмі «Розіграш», зігравши роль Франчески, запропоновану італійським режисером Франческо Лаудадіо. Їй довелося зіграти молоду жінку, яка змушена розпродавати своє майно заради піклування за донькою. Це була перша повноцінна роль у кіно, де їй вдалося показати свою акторську майстерність, якій вона ніколи не вчилася. 1992 року Беллуччі зіграла наречену Дракули у фільмі «Дракула Брема Стокера». Спочатку продюсер Роман Коппола помітив її в італійському журналі «Zoom», після чого попросив свого батька Френсіса Форда запропонувати їй роль у своєму фільмі. Френсіс Коппола зателефонував Беллуччі, щоб домовитися про зустріч у Лос-Анджелесі. Під час розмови з Копполою Беллуччі серйозно задумалася стати професійною акторкою. Хоча на прохання Копполи Беллуччі залишилася в Лос-Анджелесі на час знімань, вона з осторогою ставилася до міста і вважала, що рівень її англійської потребує поліпшення. Тому вона вирішила, що її подальша акторська кар'єра має бути в Італії. Роль у фільмі «Дракула» вперше відкрила Беллуччі для міжнародної кіноаудиторії.
Цінуючи свій досвід у незначній ролі у «Дракулі», Беллуччі повернулася до Італії, де задля реалізації своїх амбіцій у кіно у 28 років вступила на факультет акторської майстерності. Пізніше вона коментувала: «Я жадала цього… Мені треба було грати», при цьому згадуючи складний період, коли всі друзі, які з нею навчалися, залишали факультет. Курси акторської майстерності також допомогли Беллуччі зменшити прояви її модельних звичок на екрані: вона навчилася природньої манери ходьби і вимови, щоб правдоподібніше триматися в кадрі. На перших порах акторської кар'єри їй довелося долати забобони, пов'язані з модельним бізнесом та її зовнішністю, і працювати над завоюванням довіри представників кіноіндустрії, оскільки красивих жінок режисери та продюсери рідко сприймали всерйоз, бачачи у них щонайбільше сексуальних пустушок. Беллуччі боролася з цією упередженістю, намагаючись здобути складні та серйозні ролі. Протягом наступних чотирьох років вона знімалася в італійських фільмах, відчуваючи невдоволення відсутністю перспектив на батьківщині, оскільки прагнула акторської кар'єри міжнародного рівня. Беллуччі заявила, що італійська кіноіндустрія має вкладати більше грошей у просування фільмів на міжнародному рівні. Зрештою, вона переїхала до Франції, сподіваючись на покращення своїх кар'єрних перспектив. 1995 року Беллуччі оселилася у Парижі.
1997 року Беллуччі номінована на премію «Сезар» як найперспективніша акторка за роль Лізи у фільмі «Квартира» (1996), який приніс їй славу у Франції та зміцнив її акторське становище. Це була її перша франкомовна кінострічка. Фільм отримав високу оцінку критики, зокрема Елмара Хафлідасона з BBC (максимальна оцінка в п'ять зірок), та оглядачки Гавандри Годж з видання «The Sunday Times», що відзначила роль Беллуччі у цій артгаузній стрічці як «проривну». Другим французьким кінорелізом Беллуччі став фільм «Доберман» (1997) режисера Жана Кунена, в якому вона зіграла німу циганку. Задля втілення образу їй довелося заздалегідь вивчити жестову мову. Згадуючи знімальний процес, Беллуччі висловила свою схильність до мізансцен, які «проходять більше через тіла, ніж через слова». На цьому етапі своєї кар'єри Беллуччі справила значний вплив на європейську аудиторію. Цього часу Пірс Броснан провів з Беллуччі проби для 18-го фільму про Джеймса Бонда «Завтра не помре ніколи» (1997), після чого наполягав, щоб роль Періс Карвер дісталася їй, але кіностудія заявила, що на роль може бути запрошена лише американська акторка. 1998 року за головну роль Джулії Джованні в італійській комедійній драмі «Остання новорічна ніч» Беллуччі отримала італійську премію «Золотий глобус» за найкращу жіночу роль. Надалі «Квартира» отримала кінопремію Британської кіноакадемії за найкращий неангломовний фільм, що викликало великий інтерес до Беллуччі в американського режисера Стівена Гопкінса.

### Міжнародний успіх. «Малена» і «Незворотність» (2000—2003)

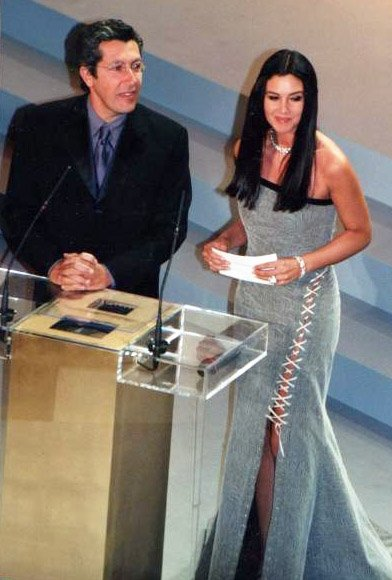
Моніка Беллуччі з Аленом Шаба на церемонії вручення премії «Сезар» 2001 року

2000 року Беллуччі привернула увагу американської публіки своєю першою англомовною головною роллю Шанталь Герст у фільмі Стівена Гопкінса «Під підозрою», в якому знялася з Морганом Фріменом та Джином Гекменом. Гопкінс вибрав Беллуччі після спостереження за її виступом у «Квартирі», ідеї з якої потім зберіг для створення персонажки Шанталь Герст. У цей же час було відзначено покращення розмовної англійської Беллуччі. Після прем'єри фільму Фрімен, коментуючи її гру, сказав: «Це все було в її очах. Вона має цю рису, що нагадує мені Жанну Моро. Було відчуття, що вона жила тим життям [своєї героїні]». Журнал «Variety» включив Беллуччі до «десятки молодих акторок, на яких варто звернути увагу», відзначаючи її інтерпретацію. «Під підозрою» був обраний як один із фільмів закриття Каннського кінофестивалю 2000 року, ознаменувавши дебют Беллуччі на червоній доріжці цього щорічного заходу. 
Того ж 2000 року Белуччі повернулася в італійське кіно, де з'явилася у фільмі Джузеппе Торнаторе «Малена», у ролі загадкової сицилійської вдови Малени Скордіа, чоловік якої загинув на війні, а її краса захоплювала чоловіків та викликала заздрість у жінок. За сюжетом, життя головної героїні розгорталося перед очима закоханого у неї 13-річного підлітка, який постійно уявляє близькість з нею. Спершу роль Малени була написана під Софі Лорен, яка відмовилася від неї через надмірну відвертість еротичних сцен. Пошук головної героїні затягнувся на кілька років, поки режисер не познайомився з Беллуччі на зніманні рекламної кампанії «Dolce & Gabbana» і зрозумів, що саме Беллуччі стане ідеальною Маленою — чуттєвою, норовливою, сексапільною та дуже сильною жінкою. Сценарій був перероблений під Беллуччі, яка заради повного занурення у роль вивчила раніше невідомий для неї сицилійський акцент. Оглядач Марк Солсбері з газети «The Guardian» назвав роль Беллуччі у фільмі, номінованому на «Оскар», її «проривним виступом». «Малена» принесла їй перший міжнародний кіноуспіх та зробила однією з найпопулярніших жінок-секс-символів планети. Також фільм призвів її до «облоги пропозиціями» з Голлівуду, після того, як компанія «Miramax» забезпечила його просування у США. Однак цензура у США видалила з «Малени» 10 хвилин еротичних сцен.
2001 року Беллуччі знялася у французькому фільмі Крістофа Ганса «Братство вовка» із Самюелем Ле Б'яном та Венсаном Касселем, заснованому на історичних подіях, що відбувалися у Франції XVIII століття та стосувалися Жеводанського звіра, який знищував населення місцевості Лозер. Хоча фільм отримав переважно позитивні відгуки критики, Стівен Гантер у своїй статті для газети «The Washington Post» писав: «Фільм, кульмінацією якого стає викриття розпусної аристократичної секти — так, ще однієї з них, — навіть примудрився показати знамениті природні принади Моніки Беллуччі у нудному світлі, у маловикористовуваній ролі куртизанки-шпигунки-папістки, що якимось чином вписується у настільки заплутаний сюжет, розібратися у якому може лише сам Фродо». «Братство вовка» мало касовий успіх, у французьких кінотеатрах стрічку подивилося 5 мільйонів осіб, а збори від неї по всьому світу склали 70 мільйонів доларів (з них 11 мільйонів доларів у США), при бюджеті у 32 мільйони євро (34 мільйони доларів). За участь у фільмі Беллуччі номінувалася на найкращу жіночу роль другого плану на церемонії вручення нагород «Сатурн» у Лос-Анджелесі. Знімання у наступному фільмі, «Астерікс і Обелікс: Місія Клеопатра» 2002 року, стали одними із найулюбленіших кінематографічних досвідів для Беллуччі, які, за словами акторки, проходили в атмосфері сміху і де вона почула кумедні жарти Жамеля Деббуза. У цьому комедійному фільмі режисера Алена Шаби вона зіграла Клеопатру, царицю Єгипту, зобразивши її «гострою на язик». Кінокритик «The Guardian» Пітер Бредшоу писав, що вона була «безумовно досить талановитою… щоб заслужити роль Клеопатри у будь-якій серйозній постановці», але досі їй доводилося грати у «кумедних популярно-комерційних» французьких фільмах. Фільм мав великий успіх: на момент виходу у Франції було продано 14 мільйонів квитків, а світові збори становили понад 128 мільйонів доларів.

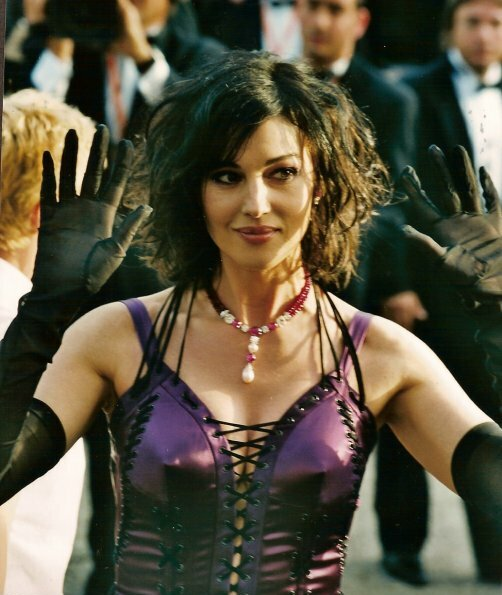
Беллуччі на Каннському кінофестивалі 2003 року

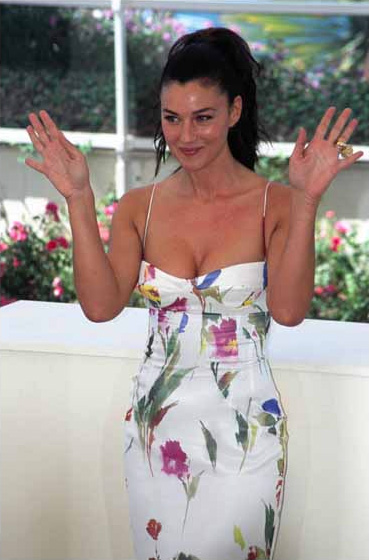
Беллуччі на Каннському кінофестивалі 2002 року на презентації фільму «Незворотність»

2002 року Беллуччі знялася з Венсаном Касселем у «насильницькому» артгаузному трилері Гаспара Ное «Незворотність», що торкався теми помсти та був знятий на 16-міліметрову плівку за допомогою ручних камер. У фільмі, де вона зіграла Алекс, була також присутня безперервна дев'ятихвилинна сцена зґвалтування її героїні в підземному переході, створена з використанням комп'ютерної графіки; сцену довелося знімати чотири рази. Місцем знімань сцени став підземний перехід на околиці Парижа, який часто відвідують повії. Беллуччі та Кассель, на той час пара, що вважалися одними з «найбільших талантів країни». Прем'єра «Незворотності» відбулася на Каннському кінофестивалі 2002 року опівночі 24 травня; картину називали «неприйнятною», тоді як решта вважала її «досконалою роботою». Показ фільму викликав обурення на фестивалі: він настільки шокував аудиторію, що траплялися випадки непритомності та нервових зривів, а 200 осіб з поспіхом залишили кінозал. Випадки непритомності траплялися й у людей, які у цей момент знаходилися у фоє кінозалу. Оглядачка Ліза Нессельсон з «Variety» вважала, що Беллуччі у фільмі продемонструвала «реакцію на небезпеку та задоволення, що особливо запам'ятовується». Згодом фільм вивчався у кіношколах. Ное казав, що він «ще ніколи не бачив такої харизматичної акторки, з такою відвагою… її гра неймовірно зухвала». Оглядач К. Остін Коллінз з журналу «Rolling Stone» назвав «Незворотність» «одним із найскандальніших фільмів усіх часів».
2003 року Беллуччі зіграла Алесію в італійській романтичній драмі Габріеле Муччіно «Пам'ятай мене», яка принесла їй нагороду «Срібна стрічка» за найкращу жіночу роль другого плану. Того ж року Беллуччі знялася з Брюсом Віллісом у фільмі Антуана Фукуа «Сльози сонця» — пригодницькому бойовику, дія якого відбувається під час громадянської війни в Нігерії. Вона зіграла лікарку Лену Кендрікс, що працює у складі гуманітарної організації в селі, якому загрожує напад повстанців. Кінокритик із «The New Yorker» Девід Денбі писав, що «італійська зірка Моніка Беллуччі — полум'яна смаглява красуня з розкосими очима і розкішним декольте, яке досить насторожливо доступне для комарів. Пробігаючи крізь кущі з напіврозстебнутою сорочкою, вона здається не стільки гуманітарним лікарем, скільки надмірно завзятою акторкою, якій бракує здорового глузду»; але при цьому він похвалив майстерність оператора фільму. «Сльози сонця» отримали неоднозначні відгуки критики та не мали касового успіху. Того ж року Беллуччі виконала роль Персефони у двох фільмах: «Матриця: Перезавантаження» та «Матриця: Революція». Пізніше, тепло згадуючи акторів фільму, Кіану Рівза, Керрі-Енн Мосс і Лоренса Фішберна, протягом усього знімального процесу, що проходив в Австралії, вона описала свою персонажку як «небезпечну, чуттєву, з деяким почуттям гумору». Пітер Бредшоу дав «Матриці: Перезавантаження» позитивний відгук, касові збори фільму в усьому світі склали 742,1 мільйона доларів при бюджеті 127 мільйонів доларів. У обох «Матрицях» Персефону супроводжував її чоловік Меровінг, якого зіграв Ламбер Вільсон. Якщо «Перезавантаження» загалом було добре сприйняте критикою, то «Революція» отримала змішані відгуки та середні оцінки. Низка критиків залишилася вкрай незадоволена тим, що філософію, присутню в попередніх картинах, у стрічці «Революція» замінили барвистими екшн-сценами. Збори «Матриці: Революції» склали 427 мільйонів доларів при виробничому та маркетинговому бюджеті у 185 мільйонів доларів.

### «Страсті Христові» та кар'єрний розвиток (2004—2007)
У Римі, ще перед зніманнями «Сльози сонця», Беллуччі повідомили, що Мел Гібсон працює над фільмом про Ісуса Христа, і попросили зустрітися з ним щодо ролі Марії Магдалини. Агент акторки порадив їй не зніматися у цьому фільмі через його можливий провал, оскільки на той час питання щодо його просування залишалося невизначеним. Проте вона проігнорувала пораду агента і вирішила відгукнутися на цю пропозицію, відмовившись від роботи в іншому фільмі. Гібсон вибрав Беллуччі, бо вони «сподобалися одне одному». Попри те, що ніхто не вірив в успіх фільму, Беллуччі захотіла створити інтерпретацію персонажки, яка б була «сильною та глибокою». Зрештою, вона втілила образ експресивної та співчутливої Марії Магдалини у фільмі, що отримав назву «Страсті Христові» і вийшов 2004 року; картина демонструвала останні години життя Ісуса Христа. Фільм містив діалоги арамейською та латинською мовами, які Беллуччі вивчила. Газета «Le Monde» вважала, що у фільмі, який зображує «фундаменталістський» погляд на Євангеліє, Беллуччі найбільше вирізнялася зі списку акторів; схожу думку висловив і кінокритик газети «The New York Times» Ентоні Скотт, який сказав, що вона була єдиним «винятком» через «відсутність відомих кінозірок». Водночас католики виступали проти того, щоб Беллуччі грала Марію Магдалину. Кінокритик Роджер Еберт охарактеризував «Страсті Христові» як «найжорстокіший фільм, який я коли-небудь бачив», додавши, що він «зворушений глибиною почуттів та майстерністю акторів», і дав оцінку чотири зірки з чотирьох. Загалом критики розділилися щодо думок про фільм. «Страсті Христові» мали великий касовий успіх: світові збори становили понад 611 мільйонів доларів за бюджету в 30 мільйонів доларів.

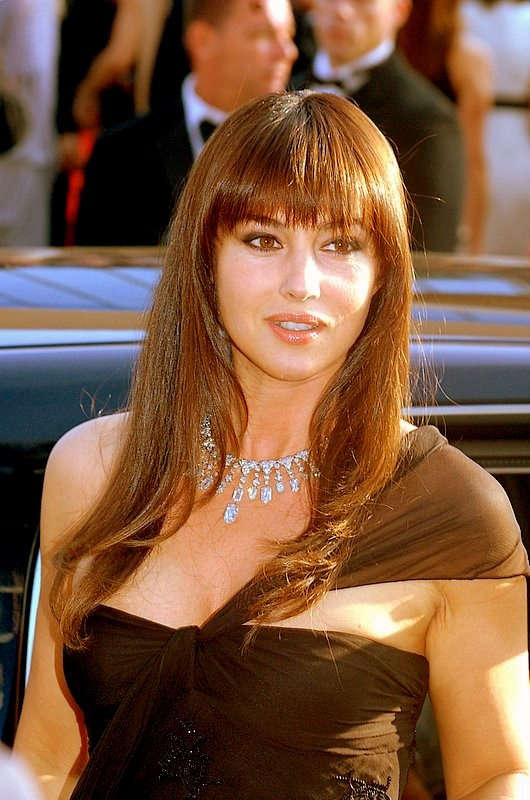
Беллуччі на Каннському кінофестивалі 2006 року, де вона була присутня як член журі

2 липня 2005 року Беллуччі була нагороджена італійським «Золотим глобусом» за внесок у кіно на 45-й церемонії вручення цієї премії в Римі. Вона наголосила, що їй подобається грати як в американських, так і в європейських фільмах. У фантастичному пригодницькому фільмі Террі Ґілліама «Брати Грімм» 2005 року Беллуччі зіграла 500-річну Дзеркальну Королеву разом із Меттом Деймоном та Гітом Леджером. Пізніше Ґілліам казав про неї: «Як тільки вона з'являється на екрані, мені здається, що весь фільм поринає в іншу царину, царину сексу, чуттєвості та небезпеки». Кінокритик Мік Ласалль із газети «San Francisco Chronicle» вважав, що Беллуччі переконливо зобразила свою героїню. Того ж року вона озвучила персонажку Кеппі у французькій версії комп'ютерно-анімаційного науково-фантастичного фільму «Роботи». Також цього часу Беллуччі виконала головну роль у французькій романтичній комедії «Скільки ти коштуєш?» за сценарієм та постановкою Бертрана Бліє, в якій також знявся Жерар Депардьє. Вона зобразила Даніелу, найкрасивішу повію паризького району Пігаль, якій офісний працівник, що виграв у лотерею, запропонував заплатити за життя з ним. Газета «Le Monde» назвала цю роль «гімном краси Моніки Беллуччі» і вказала, що це не найкращий і не найпровальніший фільм Бліє. Оглядачка Ліза Нессельсон зауважила, що Беллуччі була оптимально використана у фільмі, оскільки вона задіювала як почуття, так і інтелект аудиторії.
2006 року Беллуччі продовжувала зніматися у французьких фільмах; зокрема, зіграла епізодичну роль вампірки у фільмі Кіма Шапірона «Шайтан». В історичній драматичній комедії Паоло Вірдзі «Н (я і Наполеон)» вона знялася разом із Даніелем Отеєм. Втілила баронесу Емілію, яка мала бурхливі стосунки з персонажем на ім'я Мартіно, якого грав Еліо Джермано, у фільмі про Наполеона Бонапарта під час його вигнання на Ельбу в 1814—1815 роках. Оглядач Марк Фіні зауважив, що у фільмі героїня Беллуччі не сприймала «речі надто серйозно». Крім цього, Беллуччі замінила Софі Марсо, яка спочатку була обрана на головну роль у трилері «Братство каменю», знятому за мотивами комерційно успішної книги Жана-Крістофа Гранже. Фільм відрізнявся від оригінального твору іменами персонажів, оскільки героїню книги звали Діан Тіберж, а Беллуччі грала Лауру Сіпрієн, втомлену мачуху, що зіткнулася з убивцями, яким була потрібна її дитина. Газета «Le Figaro» написала, що вона «продемонструвала одну зі своїх найкращих ролей на великому екрані» зі зменшеною сексуальною привабливістю. Відповідальний за зачіски відомих французьких акторок перукар Джон Ноллет, який робив зачіски Беллуччі у «Братстві вовка», вирішив її коротко підстригти для «Кам'яної ради».
У бойовику-трилері Майкла Девіса «Пристрели їх», який вийшов на екрани США у вересні 2007 року, Беллуччі грала разом із Клайвом Овеном та Полом Джаматті. Вона виконала роль Донни Кінтано — повії, яка об'єдналася з персонажем Овена, містером Смітом, щоб захистити дитину, яка опинилося у центрі кривавого зведення рахунків злочинців. Знову граючи повію, хоч і з іншим підходом, ніж у «Скільки ти коштуєш?», Беллуччі казала, що співчуває жінкам-повіям, які, на її думку, зберігають «віру у людяність». За її словами, їй подобаються подібні «парадокси», і вона прагнула підкреслити цю чесноту, втілюючи персонажок усіх типів, але зазначала, що може досліджувати і протилежний спектр людської душі. Беллуччі озвучила свій власний голос для французького та італійського релізів фільму, сказавши, що це для неї було частою практикою — брати участь у кожному фільмі по три рази. Потім вона разом з Отеєм знялася у фільмі Алена Корно «Друге дихання» — кримінальному ремейку однойменного фільму 1966 року, який отримав визнання критики. Беллуччі виконала роль Мануш — завзятої жінки, закоханої в гангстера-втікача з в'язниці, яка вирішила приєднатися до нього і втекти разом з ним. Їй спала на думку ідея пофарбувати волосся у світлий колір, щоб більше відповідати стилю головних героїнь нуарних фільмів, яких грали колишні французькі акторки. Газета «Libération» писала, що Беллуччі була одною у «фатально мужньому» контексті, але їй вдалося пройти через нього «до такої міри, що вона стала компасом глядача та плоттю фільму, якому цього іноді не вистачає».

### Подальші міжнародні знімання (2008—2017)

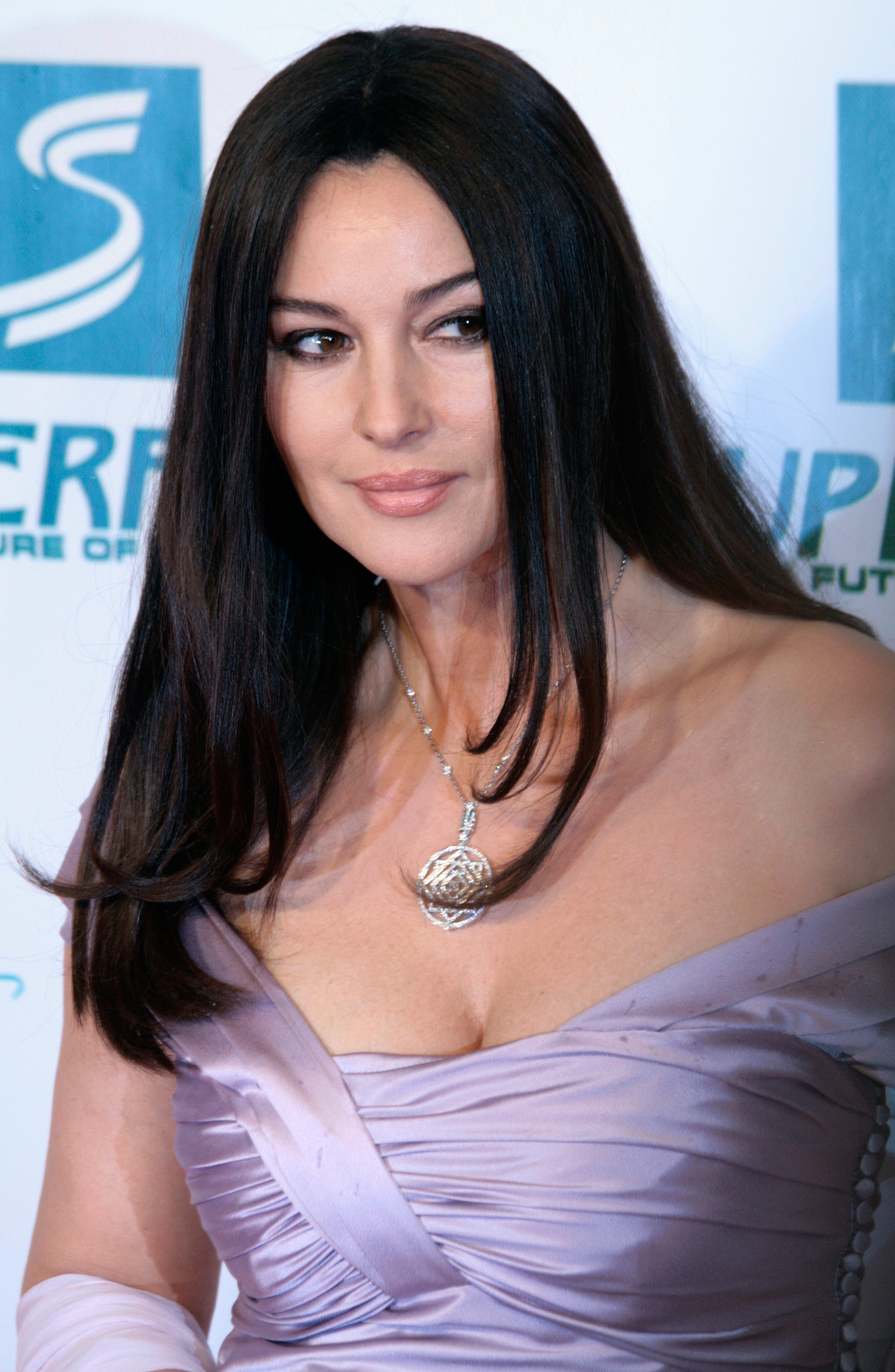
Беллуччі на церемонії нагородження Всесвітня жіноча премія 2009 року

Беллуччі має внутрішню потребу регулярно зніматися у фільмах, що створюються на її батьківщині. Так, 2008 року вона знялася у біографічному фільмі Марко Тулліо Джордани «Шалена кров» разом із Лукою Дзінгаретті. Вона зобразила Луїзу Феріду під час її стосунків з Освальдо Валенті, якого грав Дзінгаретті, — пару провідних акторів періоду правління італійського фашистського режиму. Письменник Баррі Форшоу назвав Беллуччі «харизматичною», а оглядач Джино Молітерно похвалив її виступ як «надзвичайно потужний». Потім Беллуччі виконала роль Альби в італійському фільмі «Людина, котра кохає», де через кінематографічний флешбек показана закоханість її героїні у Роберто — персонажа, зіграного П'єрфранческо Фавіно. 5 березня 2009 року у Відні вона була відзначена нагородою «Акторка світу» від Всесвітньої жіночої премії. Того ж року Беллуччі знялася разом із Софі Марсо у трилері «Не озирайся» — продовженні фільму «У моїй шкурі» режисерки Маріни де Ван. У фільмі персонажка Марсо бачить зміни навколо себе та помічає, як її тіло перетворюється на тіло іншої жінки, у виконанні Беллуччі. Кінокритик Дж. Б. Морейн із журналу «Les Inrockuptibles» зазначив, що фізичні дані Беллуччі та «увага до інших ще ніколи не були так добре зняті». А Дерек Еллі, кінокритик із журналу «Variety», сказав, що Беллуччі «виглядала елегантно та містифіковано». При цьому обидва критики вказали на незграбно написаний діалог фільму. У романтичній драматичній комедії Ребекки Міллер «Приватне життя Піппи Лі» 2009 року Беллуччі знову грала з Кіану Рівзом, за участю Робін Райт та Вайнони Райдер. Вона зіграла Джіджі Лі — колишню дружину успішного видавця на ім'я Герб, зіграного Аланом Аркіном. Потім вона з'явилася в епізодичній ролі в автобіографічному фільмі Джузеппе Торнаторе «Баарія» — сімейній сазі, що охоплює кілька поколінь, яку зняли у містечку Багерія на Сицилії.
2010 року Беллуччі зіграла Лауру Левіані в біографічному драматичному трилері кінорежисерки Лариси Кондрацької «Стукачка», який загалом знімався в Румунії; картина демонструвала велику мережу торгівлі людьми, виявлену у післявоєнній Боснії і Герцеговині 1999 року. Елен Дельє з «Le Monde» описала персонажку Беллуччі як «сивоволосу, вперту, байдужу державну службовицю». «Стукачка» отримала переважно позитивні відгуки: «Rotten Tomatoes» дав оцінку 74% на основі 115 відгуків від критиків і 72% від глядачів. Надалі, протягом трьох місяців, Беллуччі знялася одразу у трьох фільмах, серед яких були «Кохання: Інструкція з використання» Джованні Веронезі, «То літо пристрасті» Філіппа Гарреля та «Сезон носорогів» Бахмана Гобаді. Беллуччі з'явилася у третій новелі фільму «Кохання: Інструкція з використання», випущеному 2011 року, вона грала разом із Робертом Де Ніро, що виконав роль розлученого американського професора історії мистецтв, який живе в Римі, та закохався у її героїню Віолу. Де Ніро був у захваті від співпраці із Беллуччі, сказавши, що вона «зачарувала» його, та зізнався, що погодився на роль, бо хотів грати з нею. Беллуччі знімалася в цій картині через два місяці після народження своєї другої дитини. Його сцена, що ґрунтується на імпровізації, де показано, як Де Ніро виконує стриптиз перед Беллуччі, перегукувалася з епізодом фільму «Вчора, сьогодні, завтра» 1963 року, у якому Софі Лорен виконувала його перед Марчелло Мастроянні. Для ролі у «Сезоні носорогів», випущеному 2012 року, Беллуччі спеціально вчилася говорити перською (фарсі) — однією із західно-іранських мов.
2014 року Беллуччі знялася у сімейному драматичному фільмі Аліче Рорвахер «Дива», де зіграла Міллі Катену — ведучу телеконкурсу «Сільські дива». Її героїня була зображена у стилі язичницької жриці, одягненої у вишуканий одяг та оточеної персонажами у вигляді стародавніх постатей. Отримавши визнання критики, фільм «Дива» отримав Гран-прі Каннського кінофестивалю 2014 року. Наступного року Беллуччі виконала головну роль Софі Бернар у канадському драматичному фільмі «Вілль-Марі» режисера Гая Едуана. У фільмі розповідається про подорож Бернар, європейської акторки, яка приїхала до Монреаля на знімання фільму і намагається помиритися зі своїм сином. Беллуччі казала, що Едуан запропонував їй «одну з найкрасивіших ролей» у її кар'єрі, описуючи підбадьорюючий страх, який вона відчувала перед втіленням образу Бернар, й те, як він вплинув на неї емоційно. Фільм отримав загалом позитивні відгуки, а її гра отримала одностайну високу оцінку. За роль Бернар вона отримала приз Дублінського товариства кінокритиків за найкращу жіночу роль на Дублінському міжнародному кінофестивалі. У віці 50 років Беллуччі стала найстаршою дівчиною Бонда в історії фільмів про Джеймса Бонда, зігравши Лючію Шіарру у «Спектрі» режисера Сема Мендеса, який вийшов на екрани 2015 року. Спочатку вона скептично поставилася до проєкту Мендеса, але він запевнив, що зріла жінка у фільмі про Бонда виглядала б по-новаторськи. Надалі Беллуччі була рада, що першою зобразила те, що вона назвала «дамою Джеймса Бонда». «Спектр» отримав як змішані, так і позитивні відгуки критики. Фільм зібрав 880 мільйонів доларів у всьому світі за бюджету у 240 мільйонів доларів. Оглядач Гай Лодж з «Variety» назвав Беллуччі «однією з найневгамовніше мандруючих земною кулею зірок світового кіно», яка не хоче, щоб національні кордони або вікові рамки диктували її фільмографію.

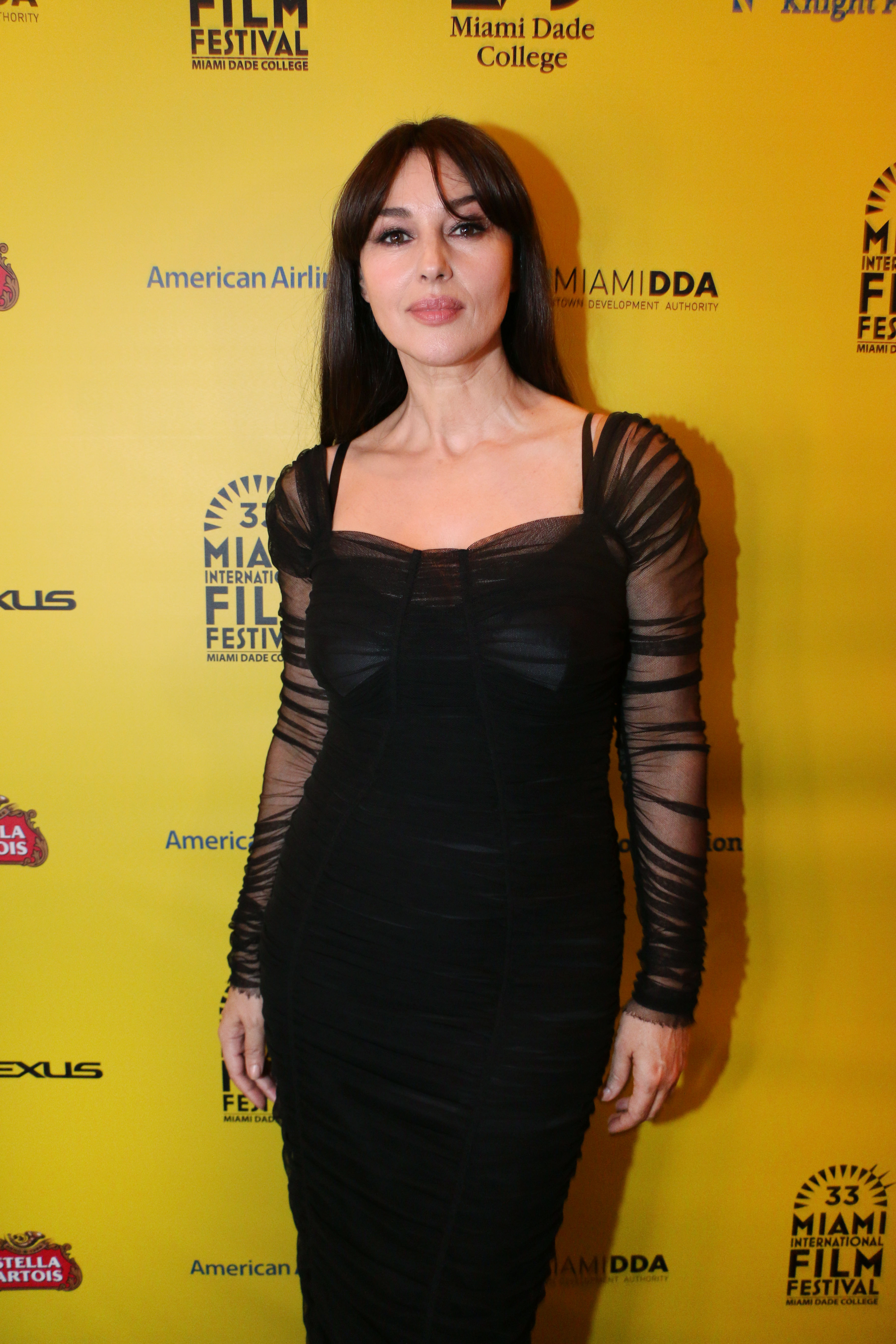
Беллуччі на Кінофестиваль у Маямі 2016 року

2016 року акторка з'явилася у гостьовій ролі у третьому сезоні американського комедійно-драматичного потокового телесеріалу «Моцарт у джунглях», екранізації мемуарів Блера Тіндалла «Моцарт у джунглях: секс, наркотики та класична музика». Вона зіграла Алессандру, оперну співачку нью-йоркського симфонічного оркестру під диригуванням персонажа на ім'я Родріго, якого виконав Гаель Гарсія Берналь. За цю роль оглядач Нік Вівареллі з «Variety» назвав її «італійською акторкою зі світовим ім'ям». Того ж року Беллуччі зіграла наречену у романтичному фільмі «По чумацькому шляху», дія якого відбувається під час війни на Балканах, головну роль у якому виконав його режисер, Емир Кустуриця. Розмірковуючи про фільм і про свій кінематографічний досвід, вона казала: «Я вирішила бути акторкою, а не політиком, я розповідаю про політичний вибір через своє мистецьке рішення». Задля кращої інтерпретації персонажки Кустуриця попросив Беллуччі вивчити всі її діалоги сербською мовою. За словами акторки, в процесі роботи над фільмом їй доводилося адаптовуватися до «непростого» середовища в «країні краси та насильства», оскільки під час знімань, що тривали чотири роки, Кустуриця страждав від «сильного [душевного] болю». Оглядач Ніл Янг із «The Hollywood Reporter» охарактеризував фільм, номінований на «Золотого лева», словами: «тонально безсистемна, місцями стомлююча романтична феєрія на тлі жахливо жорстоких громадянських воєн у колишній Югославії»; тоді як Беллуччі, на його думку, виступила «дивовижно добре» і зберегла «недоторканим почуття власної гідності» у фізично складній ролі. Участь у цьому фільмі принесла їй європейську нагороду «Срібна стрічка», церемонія нагородження якої відбулася 1 липня 2017 року в Стародавньому театрі в Тавроменії на Сицилії. Також 2017 року Беллуччі знялася у третьому сезоні телесеріалу Девіда Лінча та Марка Фроста «Твін Пікс». Того ж року вона отримала почесну премію «Доностія» на Міжнародному кінофестивалі у Сан-Себастьяні.

### Останні роботи (2018—дотепер)
2018 року Беллуччі виконала одну з головних ролей в австралійському комедійно-фантастичному фільмі жахів «Некромант», зігравши некромантку та демонічну пожирачку душ. Журналіст із «The Hollywood Reporter» оцінив те, як Беллуччі втілила свою «діву» в «оперному кемп-вампі», але був не у захваті від сюжету, вважаючи, що її акторський стиль найкраще підходить для фільмів Ґільєрмо дель Торо та Тіма Бертона. Наступного року вона виконала епізодичну роль Елени, дочки персонажа на ім'я Жана-Луї Дюрока, якого виконав Жан-Луї Трентіньян, у фільмі Клода Лелуша «Найкращі роки життя». Фільм отримав позитивну критику. Після виходу 2017 року свого документального фільму «Марія у виконанні Каллас» фотограф, письменник та режисер Том Волф запропонував Беллуччі взяти участь у власному проєкті, заснованому на основі його книги «Листи та спогади Марії Каллас», що містила твори грецької співачки сопрано Марії Каллас. Волф поставив моновиставу «Листи та мемуари Марії Каллас», побудовану за оповідальною формою, де Белуччі одна на сцені декламувала листи Каллас; при цьому вона одягала дві сукні, що належали Каллас. Вистава, що проходила у паризькому Театрі Маріньї з 27 листопада по 6 грудня 2019 року, ознаменувала собою театральний дебют Беллуччі. Протягом низки років вона виконувала її з перервами. Гастролі з виставою проходили, зокрема, на Фестивалі Дуе Монді в Умбрії, у римському Парку музики, міланському Театрі Мадзоні, венеціанському Театрі Гольдоні та на афінському Одеоні Ірода Аттичного з оркестром, який збирав 4000 людей щоночі. У лютому 2020 року Академія Андре Дельво оголосила Беллуччі лауреатом почесної премії «Магрітт» на 10-й церемонії її вручення. Під час церемонії було оголошено, що неординарна фільмографія Беллуччі зробила її акторкою, яка «не піддається класифікації» і що вона розвивала свою акторську кар'єру, чергуючи авторські фільми з блокбастерами.
Того ж 2020 року Беллуччі з'явилася у другорядній ролі у фільмі «Людина, яка продала свою шкіру» режисера Каутер Бен Ханії, який був номінований на «Оскар». Вона зіграла Сораю, холоднокровну і розважливу помічницю художника. Для кращого втілення образу акторка пофарбувалася в блондинку. 2021 року на 66-й церемонії вручення нагород «Давид ді Донателло» Беллуччі отримала спеціальну нагороду за свої кар'єрні досягнення. Того ж року вона та французька акторка Кароль Буке знялися у спільній фотосесії для журналу «Paris Match». Фотосесія була присвячена прем'єрі фільму «Фантазії», у якому обидві кінозірки зіграли закохану пару. У бойовику Мартіна Кемпбелла «Пам'ять» 2022 року Беллуччі зіграла Давану Сілман, безпринципну магнатку у сфері нерухомості, за участю Ліама Нісона та Гая Пірса. На сайті «Rotten Tomatoes» отримав середню оцінку 4,8/10. Єдина думка рецензентів сайту говорила: «Бліда подоба найкращих бойовиків Ліама Нісона і режисера Мартіна Кемпбелла, „Пам'ять“ виявилася однією з їхніх робіт, які найбільш не запам'ятовуються». Оглядачі вважали роль Беллуччі непримітною, тому що вона діяла на «автопілоті» і вимовляла майже всі репліки пошепки. Цього часу вона продовжувала інтерпретувати «Листи та мемуари Марії Каллас», представляючи виставу у лондонському Театрі Її Величності, паризькому Театрі Шатле, а також у Стамбулі, Лос-Анджелесі та Монако. У січні 2023 року, у віці 58 років, Беллуччі представила виставу у нью-йоркському Театрі Бікон. Того ж року, згадуючи фільм «Незворотність» в інтерв'ю «The New York Times», вона казала, що тепер, коли вона стала матір'ю, її «дні знімань у трансгресивних фільмах залишилися позаду». Того ж року Беллуччі розпочала переговори про участь у фільмі «Бітлджюс 2», де вона зіграє дружину головного героя Бітлджюса. Вона отримала нагороду «Срібна стрічка» як Головна героїня 2024 року у документальних фільмах за її інтерпретацію Каллас у «Листах та мемуарах».

## Інша діяльність

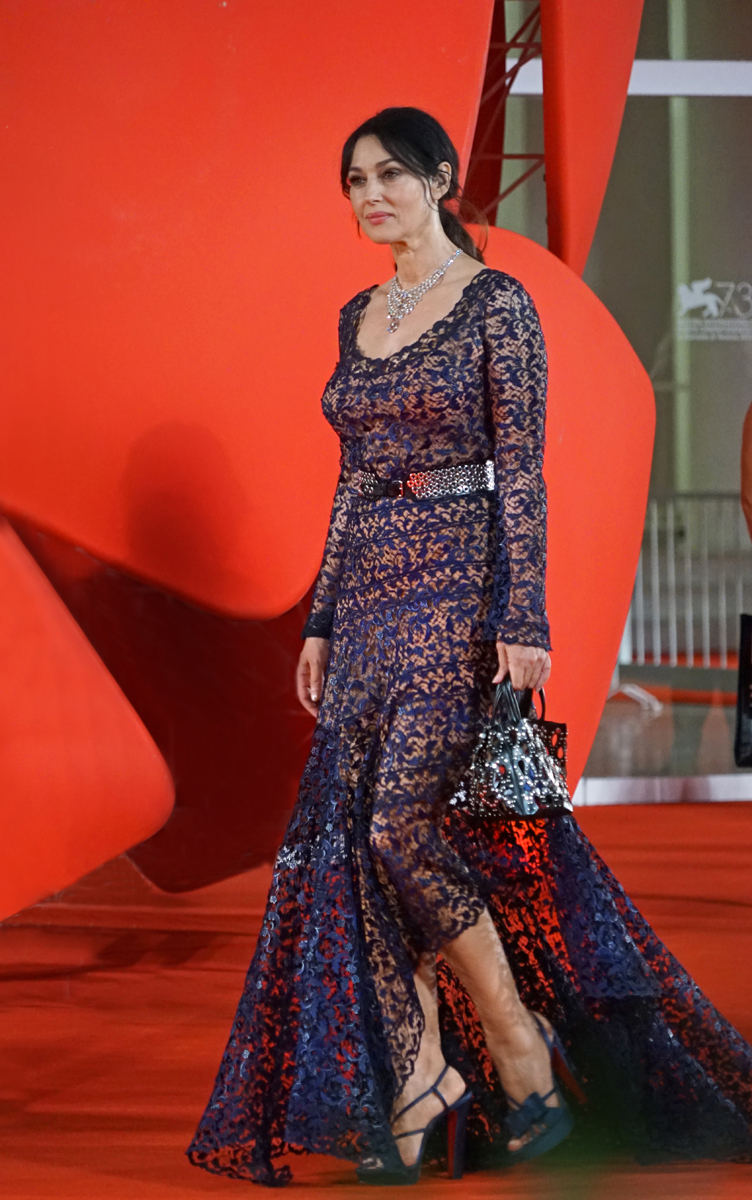
Беллуччі на Венеційському кінофестивалі 2016 року

### Кіноіндустрія
Беллуччі була ведучою 56-го Каннського кінофестивалю, однієї з найвизначніших міжнародних кіноподій, предсталяючи церемонії відкриття та закриття цього заходу, що проходили на набережній Круазет 14-25 травня 2003 року. 17-28 травня 2006 року вона була в журі 59-го Каннського кінофестивалю. 2009 року Беллуччі підписала петицію разом із кінематографістами Європи та США і ще 70 іншими видатними персонами у галузі кіноіндустрії на підтримку кінорежисера Романа Поланскі, якого заарештували в Цюриху, коли він прибув на міський кінофестиваль, у зв'язку із звинуваченням його у сексуальному насильстві 1977 року. Надалі акторка повернулася до ролі ведучої на 70-му Каннському кінофестивалі, де знову представляла відкриття та закриття заходу, що проходив 17-28 травня 2017 року. 2017 року Беллуччі була запрошена Академією кінематографічних мистецтв і наук як постійна членкиня, що представляє Італію, і стала однією з членів журі, відповідальних за присудження щорічної нагороди («Оскар»). 26-30 вересня 2018 року вона очолювала журі 29-го Дінарського британського кінофестивалю. Беллуччі мала вести 15-у церемонію вручення премії «Кришталевий глобус», заплановану на 14 березня 2020 року в паризькій Залі Ваграм, але цей захід скасували через пандемію коронавірусу.

### Патронат
2008 року Беллуччі підтримала кампанію зі збору коштів на будівництво центру для лікування дітей з онкологічними захворюваннями, розташованого у Пріма Порта. Кампанія була ініційована Асоціацією батьків дітей з онкологією (Associazione Genitori Oncologia Pediatrica), також відомої як «AGOP», яка була створена в Університетській поліклініці імені Агостіно Джемеллі у Римі. 2010 року вона стала покровителькою «Paroles de Femmes» («Слова жінок»), аполітичної світської асоціації, яка виступає за рівність чоловіків та жінок у суспільстві. У березні 2010 року акторка організувала захід «Nuit des Femmes» («Жіноча ніч»), зібравши разом політикинь, дослідниць, лікарок, юристок, письменниць, художниць та керівниць бізнесу, щоб проаналізувати процес еволюції прав жінок у Франції. Зібрані кошти пішли на будівництво центрів розміщення, реінтеграції та підтримки одиноких матерів, які перебувають у важкому становищі. 2010 року видавництва «Rizzoli» та «La Martinière Groupe» опублікувало книгу з передмовою Джузеппе Торнаторе, в якій розповідається про модельну та акторську кар'єру Беллуччі за допомогою фотографій, зроблених Пітером Ліндбергом та Гельмутом Ньютоном. Усі доходи від продажу були передані організації «AGOP» та «Paroles de Femmes». Вона пожертвувала 10 000 євро місту Канни, профінансувавши кампанію з усунення наслідків повеней, які сталися у жовтні 2015 року в департаменті Приморські Альпи. Беллуччі також є меценатом «Асоціації SOS Autism France» («Французька Асоціація по допомозі людям з аутизмом»).

### Представництво Італії
За словами Стефано Монтефіорі з «Corriere della Sera», Беллуччі вважається своєрідним послом Італії серед французької громадськості. Акторка брала участь у державних обідах під головуванням президента Франції, які організовувалися у рамках візитів глав іноземних держав. 21 листопада 2012 року вона брала участь у державному обіді, влаштованому президентом Франції Франсуа Олландом в Єлисейському палаці у Парижі з нагоди візиту президента Італії Джорджо Наполітано та його міністрів. 5 липня 2021 року її запросили на державний обід, влаштований президентом Франції Еммануелем Макроном у Єлисейському палаці на честь президента Італії Серджо Маттарелли та його дочки Лаури. Серед учасників заходу були: міністри Франції; співзасновник, голова та головний виконавчий директор компанії «LVMH Moët Hennessy Louis Vuitton» Бернар Арно; креативний директор компанії «Dior» Марія Грація К'юрі; голова та головний виконавчий директор компанії «Kering» Франсуа-Анрі Піно; та французька акторка Кароль Буке.

## Публічний імідж

### Стиль та зовнішність
На сьогодні авторитет Беллуччі як моделі настільки великий, що майже у кожному із світових центрів мод її представляє окреме модельне агентство. Стиль Беллуччі досить консервативний: облягаючі однотонні міді сукні з глибоким декольте або костюми, а для виходу у світ вона завжди доповнює образ великими і вигадливими прикрасами. У прагненні підкреслити свої форми, вона ніколи не переходить меж вульгарності при виборі одягу. Невід'ємною частиною образу Беллуччі є довге доглянуте волосся. Акторка віддає перевагу класичним укладанням волосся, таким як гладко розчесані або коктейльні зачіски, які роблять її образ елегантним. Крім того, вона не боїться експериментувати з різними французькими косами та пучками.
Персона Беллуччі викликає інтерес не лише у чоловіків, але і у жінок, яких захоплює та дивує її відмова від дієт та пластичних операцій. 2012 року вона негативно відгукнулася щодо пластичних операцій: «Мені не подобається ідея ретушувати своє обличчя, і, чесно кажучи, я вважаю, що це досить небезпечно для акторки. Порівнюючи з пластикою обличчя, я віддаю перевагу зморшкам». Попри те, що акторка не дотримується певної системи харчування, вона навіть після досягнення 50-річного віку мала модельні пропорції фігури. Вона часто визнавала, що не може відмовити собі в пасті або піці, а до дієти може вдатися, якщо це необхідно для участі у різних заходах. Вік та материнство не бентежать Беллуччі, у вересні 2016 року вона знову знялася у ню фотосесії. Знімки були розміщені в Instagram — офіційному акаунті зірки, відкритого для неї 10 квітня того року агентством «Karin Models», що представляє її, і на сторінках одного з паризьких тижневиків. Вона байдужа до фітнесу та більше воліє до ігор з дітьми, прогулянок на свіжому повітрі та йоги.

### У медіа

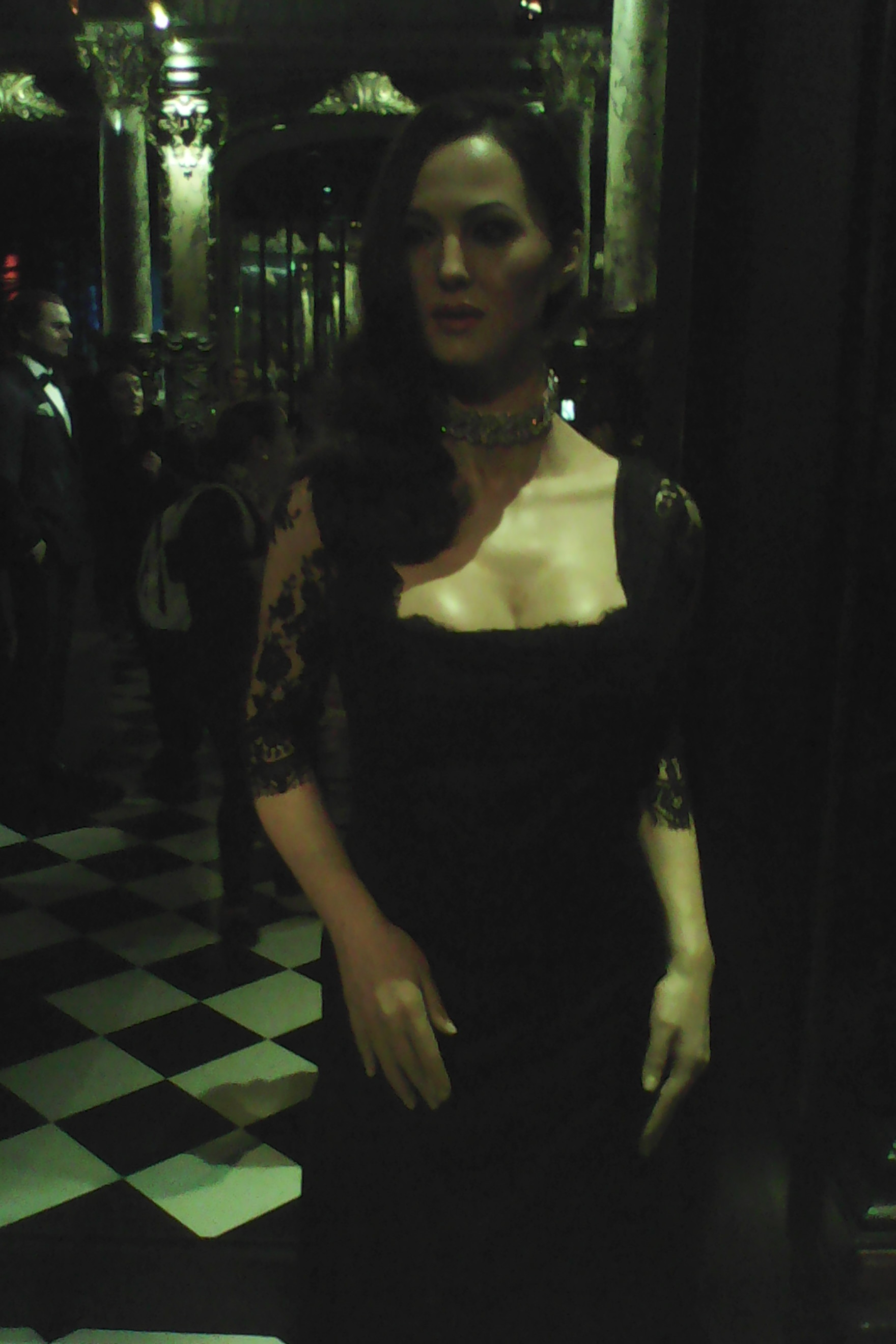
Воскова статуя Беллуччі у Музеї Гревен

У своєму огляді «Малени» за 2001 рік оглядач Пол Татара із «CNN International» назвав Беллуччі «бомбою світового рівня», а вебпортал AskMen поставив її на першу сходинку у рейтингу «Топ-99 найбажаніших жінок» 2002 року. 2003 року Кріс Кемпіон із «Daily Telegraph» написав, що «Беллуччі» — національна кохана Італії та ікона європейського кіно». Вона стала першим іноземним громадським діячем, запрошеним мерією Парижа та Комітетом Єлисейських полів (торговцями та підприємцями, що працюють на проспекті) для натискання кнопки, що запускає різдвяну ілюмінацію Єлисейських полів, що складається з 45 км електричних гірлянд, що відбулося 23 листопада 2004 року у присутності першого заступника мера Анн Ідальго. У 2004 і 2007 роках Беллуччі була визнана «найкрасивішою жінкою світу» на підставі опитування 1000 осіб у Франції, проведеного на замовлення каналу «TF1». У квітні 2005 року паризький Музей Гревен представив її воскову статую.
Штатні автори журналу «The Times» називали її «відомою як Белла Беллуччі» та «ймовірно, найкрасивішою акторкою у світі». Вони припустили, що вона, навпаки, має схильність спеціалізуватися на виконанні «потворних сцен», прикладом чого стала демонстрація сцени зґвалтування у фільмі 2002 року «Незворотність». Оглядач Марк Солсбері з «The Guardian» писав 2005 року, що вона є «міжнародним об'єктом бажання» і «особисто, як і на екрані, Беллуччі випромінює рідкісну неземну красу». За словами режисера Бернара Бліє, Беллуччі «цілком спокійно ставиться до свого іміджу і до власного почуття скромності». Бліє порівняв її з «Авою Гарднер, зіркою минулих років». 9 травня 2008 року новинний журнал «L'Obs» повідомив про опитування 1003 осіб, проведене Вищою аудіовізуальною радою в рамках Дня Європи, де Беллуччі стала другою з європейських осіб (за винятком Франції) фаворитом французів. 2010 року у Франції був виведений сорт троянд «Моніка Беллуччі». 2011 року Беллуччі посіла четверте місце у списку 50 найкрасивіших жінок у кіно, складеному журналом «Los Angeles Times». Вона була визнана «номером один» зі «ста найсексуальніших зірок 2011 року» у загальнонаціональному опитуванні каналу «NRJ 12» у Франції, включаючи американських та французьких акторок, моделей, співачок, спортсменок та телеведучих.

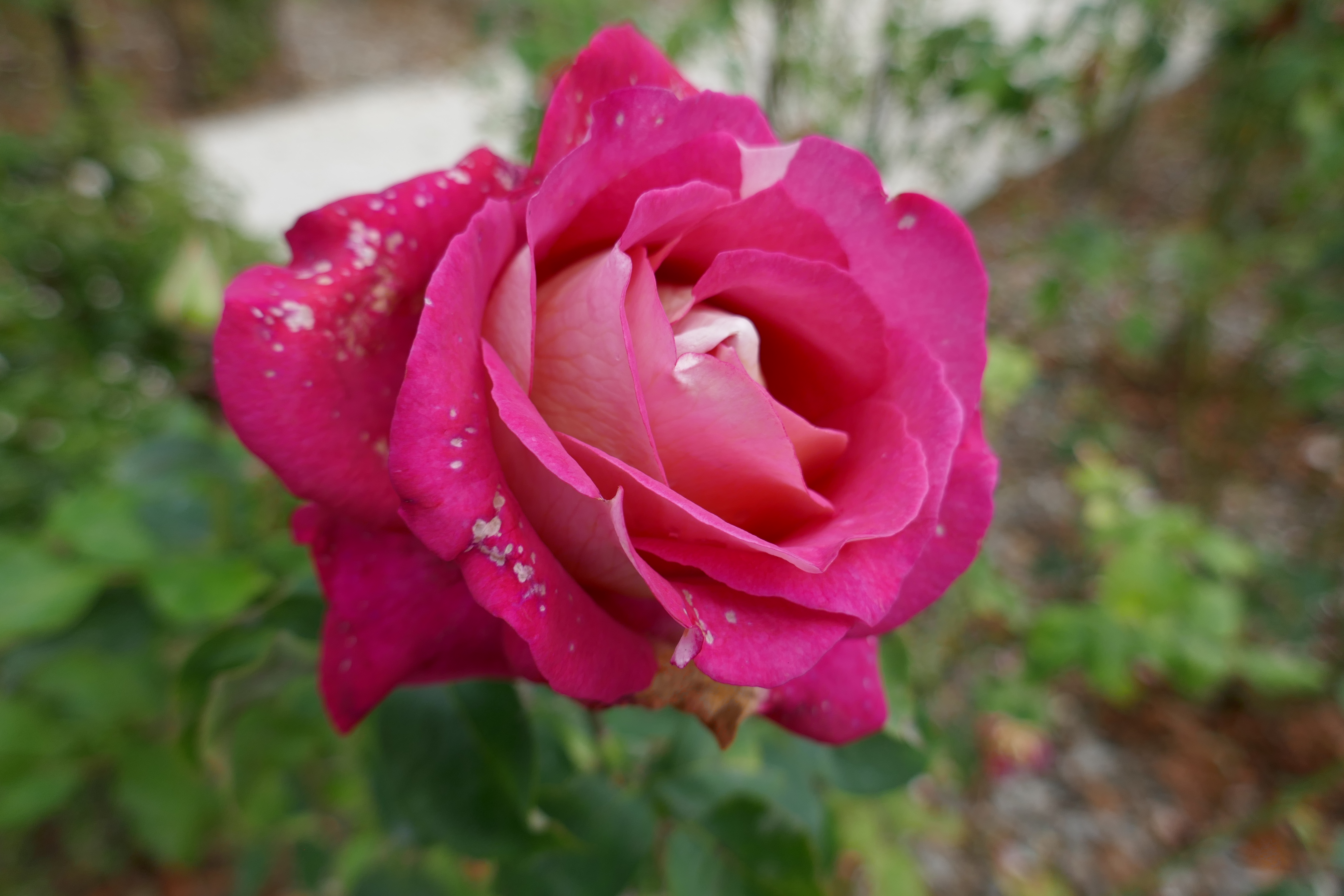
Сорт троянд «Моніка Беллуччі»

Беллуччі увійшла до списку «Найсексуальніших жінок» журналу «Empire». 2018 року вона увійшла до списку 100 найуспішніших італійських жінок за версією «Forbes Italy», які були перелічені у абетковому порядку. Вона з'явилася у списку «Men's Health» «ста найгарячіших секс-символів усіх часів», до якого входять як жінки, так і чоловіки, а австралійське видання цього журналу також назвало акторку однією зі «ста найгарячіших жінок усіх часів», поставивши її на 21 сходинку. Оглядачка Наомі Пайк з британського видання журналу «Vogue» назвала її «сучасною Ліз Тейлор», відомою своїми дорогими прикрасами та незмінною прихильністю до брендів ювелірних виробів «Cartier», а також «Boucheron» і «Chopard». «Небагато сучасних голлівудських зірок, одягнених у діаманти, можуть змагатися з італійською акторкою Монікою Беллуччі», — сказала Пайк. 2021 року французьке видання журналу «Vogue» поставило її на четверте місце серед «найкрасивіших італійських акторок усіх часів». ЗМІ вважають її італійським секс-символом. Італійське видання журналу «Rolling Stone» включило Беллуччі до свого списку «десяти найбільших секс-символів 1990-х років», складеному у довільному порядку. Преса називає її іконою стилю. У січні 2023 року оглядач Елізабет Вінсентеллі з «The New York Times» написала, що у неї «тверда репутація символу європейського гламуру і вишуканості».

## Акторські особливості
Хоча Беллуччі не іменується великою акторкою, але вважається безумовно дуже впливовою представницею кіномистецтва, якій притаманні багатогранні ролі — від розв'язних комедій до похмурих драм. Шанувальники Беллуччі порівнюють її з такими кінодівами, як Сільвана Мангано, Моніка Вітті і Софі Лорен. Хоча пік успіху кінокар'єри Беллуччі припав на кінець 1990-х—середину 2000-х, вона і досі є дуже затребуваною акторкою, де їй, попри вік, іноді, як і раніше, пропонують ролі фатальних спокусниць. Вона відмовилася від кількох великих блокбастерів, тому що вони були не на її смак. Гонорари Белуччі за фільми можуть сягати шестизначних цифр, зокрема, за фільм «Скільки ти коштуєш?» вона отримала 1,7 мільйони євро. Беллуччі також зазначає, що її італійський акцент ніколи не заважав їй здобувати ролі поза межами Італії. Вона казала, що неіталомовні режисери, бажаючи зняти її у своїх фільмах, спеціально переробляли під неї сюжет, даючи аудиторії зрозуміти, що вона італійка.

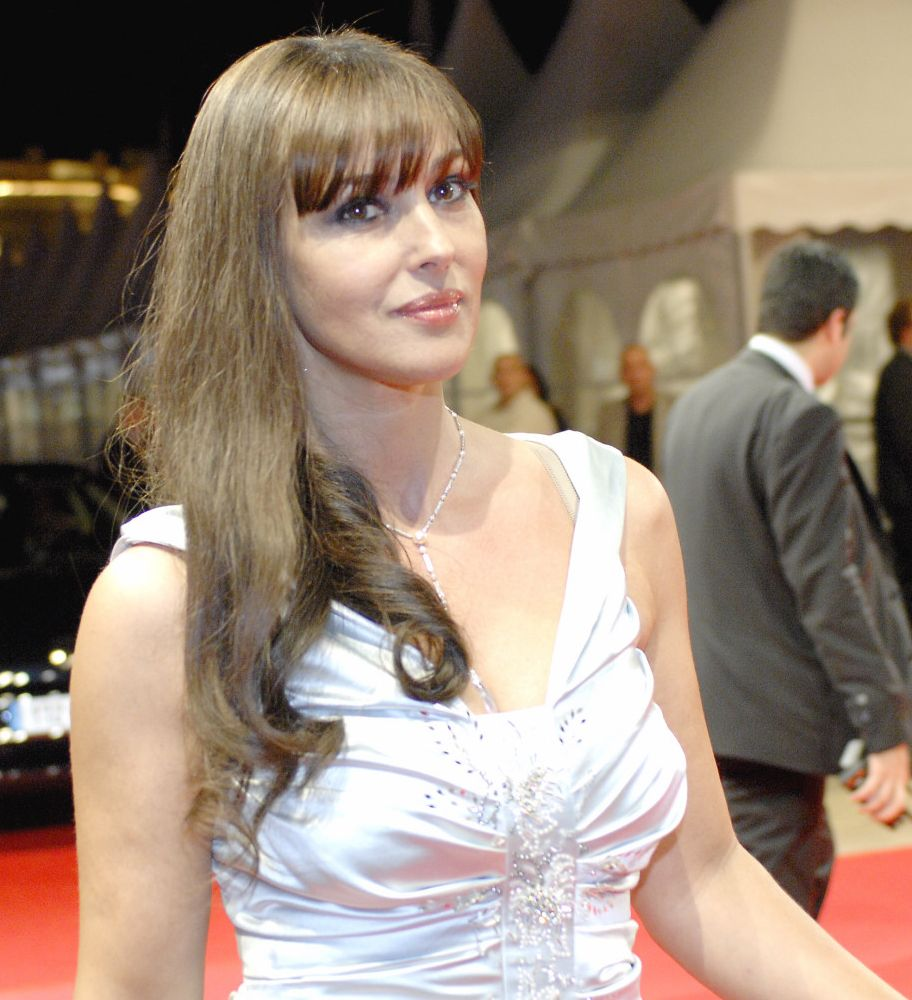
Беллуччі на Фестиваль американського кіно у Довілі 2007 року

Коментуючи свою акторську майстерність, Беллуччі казала: «Я вірю в техніку». Я вважаю, що акторська майстерність — це поєднання техніки та інстинкту. Іноді, якщо ти просто дотримуєшся свого інстинкту, ти повторюєшся. Якщо ж у вас є техніка, то ви і справді можете вигадати нові способи підходу до персонажа». Тим не менш, вона каже, що їй також подобається спонтанність інстинкту: «Наскільки би я не любила техніку, але я також люблю, коли ти не знаєш, що робитимеш за три секунди до зйомки». Акторка не соромиться ризикувати на екрані й не боїться звертатись до брутального сценаричного матеріалу, таким для неї став фільм «Незворотність», де вона зіграла молоду жінку, жорстоке зґвалтування якої змушує її хлопця стати на шлях помсти. На думку оглядачів фільм вийшов тривожним, а гра Беллуччі — «сирою» і водночас реалістичною. Для акторки це був ризик і у професійному плані. «Мені казали, що така персонажка може занапастити мою кар'єру в Америці». «Дивно: коли ти граєш таку персонажку в Америці, вони кажуть, що ти смілива. І це не вбило мою кар'єру. Це зробило її набагато цікавішою». Іншим прикладом цієї її риси стала еротична драма «Малена». Беллуччі, яка була на 8 років старша за оригінальну героїню, багато запитували про відвертість фільму, на що вона відповідала: «Поки дає змогу вік — гратиму повій. Я щаслива, що можу надихати режисерів, незалежно від віку». Крім цього, «Малена», за словами Беллуччі, стала дуже важливим фільмом у її кар'єрі у тому плані, що вперше головний акцент було зроблено саме на її образі, а не на репліках. Мовою тіла Беллуччі треба було показувати всі емоції та внутрішні переживання її героїні, зокрема у сценах, де вона мовчазно проходила повз осудливі погляди громадськості.

## Особисте життя

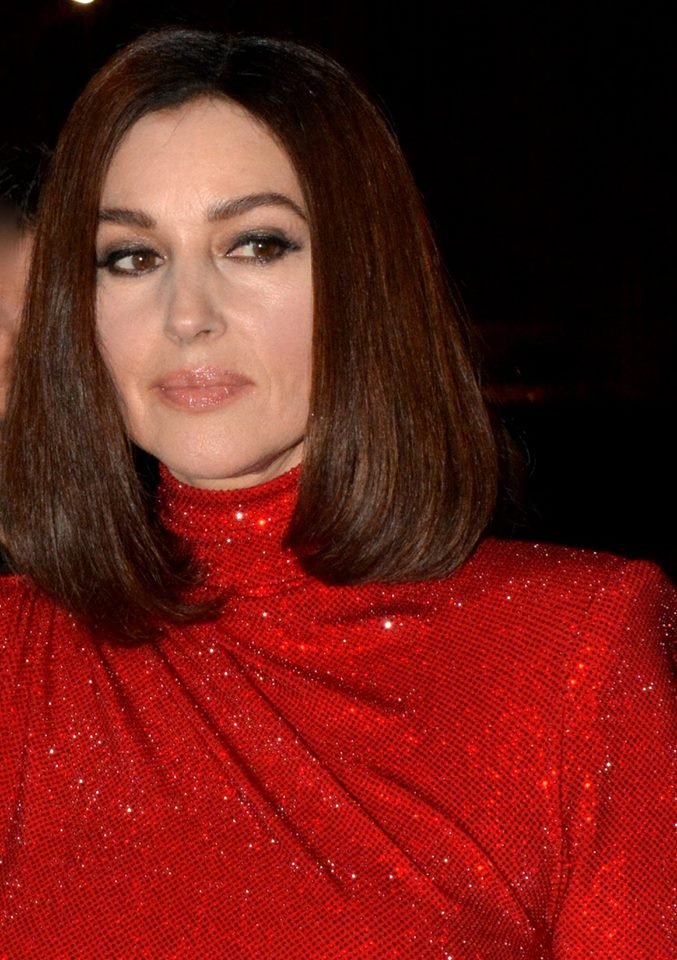
Беллуччі на Кінофестиваль імені братів Люм'єр 2018 року

У 20 років Беллуччі одружилася з італійським фотографом Клаудіо Карлосом Бассо, через 6 місяців розлучилася.
Між 1989—1995 роками мала стосунки з італійським актором Ніколою Фарроном, з яким познайомилася на зйомках фільму «Життя з дітьми». Фаррон описав це як «всепоглинаючі відносини», які стали нестабільними через те, що інші чоловіки дедалі більше бажали завести стосунки з Беллуччі.
На зйомках фільму «Квартира» 1996 року Беллуччі познайомилася із французьким актором Венсаном Касселем. 2 серпня 1999 року вони одружилися у Монако. У шлюбі народила дочок Деву Кассель (12 вересня 2004) та Леоні (21 травня 2010) у Римі. З Касселем знялася у дев'яти фільмах між 1996—2006 роками. Сім'я жила в Італії, Франції, Бразилії та Англії. Живучи у Європі, вона ніколи не вважала за потрібне переїжджати до США. 26 серпня 2013 року пара оголосила про розставання, а пізніше — розлучилася. Наприкінці 2014 року Беллуччі сказала, що все ще кохає Касселя і вони зберігають близькість.
Після розлучення з 2017 року Беллуччі зустрічалася з французьким скульптором і колишньою моделлю Ніколя Лефевром. Офіційно оголосили про це на початку березня 2019 року, під час показу «Chanel» у Великому палаці в Парижі. Лефевру тоді було 37 років. Пізніше вона розповіла італійському журналу «F» про завершення стосунків, про яке ЗМІ оголосили на початку липня 2019 року.
Ще 2006 року на Каннському кінофестивалі Беллуччі познайомилася з американським режисером Тімом Бертоном. У жовтні 2022 року вони знову зустрілися на Кінофестивалі імені братів Люм'єр у Ліоні, а в лютому 2023 року журнал «Paris Match» повідомив про їхні стосунки. У червні того року Беллуччі підтвердила стосунки з Бертоном.
Беллуччі вільно розмовляє італійською, французькою та англійською мовами, а також володіє португальською та іспанською. Окрім цього, вона виступала кількома іншими мовами. 
Після розлучення з Касселем Беллуччі жила з дочками у Великій Британії, Франції та Італії. 2015 року вона вирішила оселитися у Франції. Проте сказала: «Я повністю італійка. Усе в мені італійське» і визнала, що «Париж — частина моєї історії». Володіє будинками у Римі та Лісабоні поряд із замком Святого Георгія. Під час карантину через пандемію коронавірусу Беллуччі та Кассель жили у двох сусідніх будинках у місті Біарриц, що на Баскському узбережжі (Атлантичні Піренеї), щоб останній міг бачити дочок. 
Беллуччі сказала, що ходить на вибори в Італії, а не у Франції. Вона досі не має французького громадянства. 2023 року вона придбала віллу на грецькому острові Парос.
Беллуччі підкреслювала, що відійшла від свого релігійного коріння: «Я сповідую католицьку релігію, але я не католичка». Акторка називала себе агностикинею, кажучи: «Я агностик, хоча я поважаю всі релігії і цікавлюся ними… Якщо я у щось вірю, то це в таємничу енергію, яка наповнює океани під час припливів, та, що поєднує природу і живих істот». Вона каже, що її особистість багато в чому зумовлена вихованням: «Звичайно, багато позитивного також залежало від атмосфери, у якій мене виховували батьки».

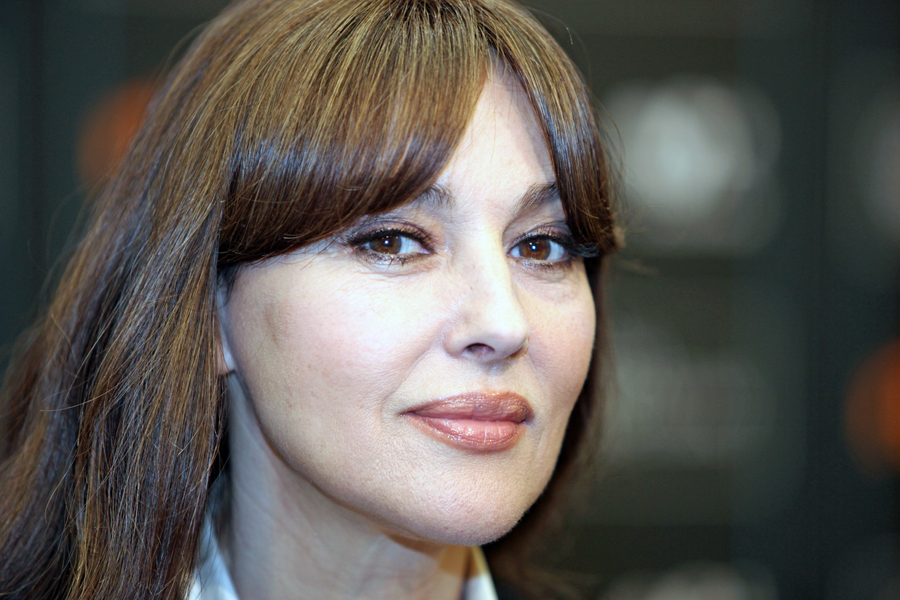
Беллуччі на Міжнародному кінофестивалі у Сан-Себастьяні 2017 року

2018 року французькі податкові органи почали розслідування щодо Беллуччі через недекларування банківських рахунків та сейфових збережень у Швейцарії, пов'язаних з офшорною компанією на Британських Віргінських Островах. Слідчі підозрювали Беллуччі в ухиленні від сплати французьких податків за 2011—2013 роки і намагалися стягнути їх, хоча адвокат акторки заявляв, що вона мешкає у Великій Британії, а не в Парижі. У вересні 2021 року Беллуччі заявила, що «виконує свої податкові зобов'язання як у Франції, так і за кордоном». Результати розслідування її швейцарських банківських рахунків залишаються нерозкритими. Згодом її вказали в опублікованих у жовтні 2021 року «Паперах Пандори» — масштабному витоку даних щодо офшорів високопоставлених осіб. За словами фірми «Alemán», офшорна компанія на Віргінських островах, яка займалася справами Беллуччі по використанню її зображеннь, діяла між 2011—2015 роками і наступного року була ліквідована.
2018 року журнал «Forbes» оцінив статки Беллуччі у 45 мільйонів доларів, поставивши її на третє місце серед найбагатших італійських акторів.

## Фільмографія

### Кіно
| Рік  |    | Українська назва                    | Оригінальна назва                       | Роль                    |
| ---- | -- | ----------------------------------- | --------------------------------------- | ----------------------- |
| 1991 | ф  | Розіграш                            | La Riffa                                | Франческа               |
| 1992 | ф  | Доля Остинато                       | Ostinato destino                        | Маріна/Анджела          |
| 1992 | ф  | Дракула                             | Dracula                                 | наречена Дракули        |
| 1994 | ф  | Бріганті — Любов і свобода          | Briganti — Amore e libertà              | Констанца               |
| 1994 | ф  | Банда Невдах                        | I mitici — Colpo gobbo a Milano         | Дебора                  |
| 1995 | ф  | Сніжок                              | Palla di neve                           | Меліна                  |
| 1995 | ф  | Небо просто більш блакитне          | Il cielo è sempre più blu               | епізод                  |
| 1996 | ф  | Квартира                            | L'Appartement                           | Ліза                    |
| 1996 | ф  | Яким ти мене хочеш                  | Come mi vuoi                            | Нелліна                 |
| 1997 | ф  | Доберман                            | Dobermann                               | Наталі                  |
| 1997 | ф  | Стрессаті                           | Stressati                               | дівчина                 |
| 1997 | ф  | Поганий жанр                        | Mauvais genre                           | Каміль                  |
| 1998 | ф  | Насолода                            | Plaisir                                 | дівчина                 |
| 1998 | кф | Компроміс                           | Compromis                               | Моніка                  |
| 1998 | ф  | Остання новорічна ніч               | L'ultimo capodanno                      | Джулія Джованніні       |
| 1998 | ф  | Поганий тон                         | A los que aman                          | Валерія                 |
| 1999 | ф  | Непокірний                          | Méditerranées                           | Маргеріта               |
| 1999 | ф  | Як рибка без води                   | Comme un poisson hors de l'eau          | Мюртіль                 |
| 1999 | кф | Любий батьку                        | Dear Father                             | головна роль            |
| 2000 | ф  | Під підозрою                        | Under Suspicion                         | Шанталь Герст           |
| 2000 | ф  | Малена                              | Malèna                                  | Малена                  |
| 2000 | ф  | Френк Спадоне                       | Franck Spadone                          | Лаура                   |
| 2001 | ф  | Братство вовка                      | Le Pacte des loups                      | Сільвія                 |
| 2002 | ф  | Астерікс і Обелікс: Місія Клеопатра | Astérix & Obélix: Mission Cléopâtre     | Клеопатра               |
| 2002 | ф  | Незворотність                       | Irréversible                            | Алекс                   |
| 2003 | ф  | Матриця: Перезавантаження           | The Matrix Reloaded                     | Персефона               |
| 2003 | ф  | Матриця: Революція                  | The Matrix Revolutions                  | Персефона               |
| 2003 | ф  | Сльози сонця                        | Tears of the Sun                        | Ліна Кендрікс           |
| 2003 | ф  | Пам'ятай мене                       | Ricordati di me                         | Алесія                  |
| 2004 | ф  | Страсті Христові                    | The Passion of the Christ               | Марія Магдалина         |
| 2004 | ф  | Таємні агенти                       | Agents secrets                          | Барбара/Ліза            |
| 2004 | ф  | Вона ненавидить мене                | She Hate Me                             | Сімона Бонасера         |
| 2005 | ф  | Брати Грімм                         | The Brothers Grimm                      | Королева Дзеркала       |
| 2005 | ф  | Скільки ти коштуєш?                 | Combien tu m'aimes?                     | Даніела                 |
| 2006 | ф  | Шайтан                              | Sheitan                                 | Красива вампірка        |
| 2006 | ф  | Братство каменю                     | Le concile de Pierre                    | Лаура Сіпрієн           |
| 2006 | ф  | Н (я і Наполеон)                    | N (Io e Napoleone)                      | Баронеса Емілія Спецалі |
| 2007 | ф  | Пристрель їх                        | Shoot 'Em Up                            | Донна Квінтано          |
| 2007 | ф  | Підручник любові — 2: Історії       | Manuale d'amore 2 — Capitoli successivi | Лючія                   |
| 2007 | ф  | Друге дихання                       | Le deuxième souffle                     | Мануш                   |
| 2008 | ф  | Шалена кров                         | Sanguepazzo                             | Луїза Феріда            |
| 2009 | ф  | Баарія                              | Baaria                                  | Дівчина каменяра        |
| 2009 | ф  | Людина, котра кохає                 | L'uomo che ama                          | Альба                   |
| 2009 | ф  | Приватне життя Піппи Лі             | Private Lives of Pippa Lee, The         | Джіджі Лі               |
| 2009 | ф  | Не озирайся                         | Ne te retourne pas                      | Жанна                   |
| 2010 | ф  | Учень чаклуна                       | Sorcerer's Apprentice, The              | Вероніка Горлоїзен      |
| 2010 | ф  | Стукачка                            | The Whistleblower                       | Лаура Левіані           |
| 2011 | ф  | Кохання: Інструкція з використання  | Manuale d'amore 3                       | Віола                   |
| 2011 | ф  | То літо пристрасті                  | Un été brûlant                          | Анджела                 |
| 2012 | ф  | Сезон носорогів                     | Rhino Season                            | Міна                    |
| 2013 | ф  | Люди й поцілунки                    | Des gens qui s'embrassent               | Джованна                |
| 2014 | ф  | У Квебраді                          | Na Quebrada                             | Паола                   |
| 2014 | ф  | Дива                                | Le maraviglie                           | Міллі Катена            |
| 2015 | ф  | Вілль-Марі                          | Ville-Marie                             | Софі                    |
| 2015 | ф  | 007 Спектр                          | Spectre                                 | Лючія Ск'ярра           |
| 2016 | ф  | По чумацькому шляху                 | On the Milky Road                       | Наречена                |
| 2018 | ф  | Некромант                           | Nekrotronic                             | Фіннеґан                |
| 2019 | ф  | Чоловік і жінка: Найкращі роки      | Les Plus Belles Années d'une vie        | Елена                   |
| 2019 | ф  | Павук у павутині                    | Spider in the Web                       | Анджела                 |
| 2020 | ф  | Людина, яка продала свою шкіру      | The Man Who Sold His Skin               | Сорайя Вальді           |
| 2021 | ф  | Фантазії                            | Les Fantasmes                           | Сабріна                 |
| 2021 | ф  | Бефана приходить вночі II — Витоки  | La Befana vien di notte II — Le origini | Долорес                 |
| 2022 | ф  | Пам'ять                             | Memory                                  | Давана Сілман           |
| 2022 | ф  | Посуха                              | Siccità                                 | Валентіна               |
| 2022 | ф  | Дьяволік — Гінгко в атаку!          | Diabolik — Ginko all'attacco!           | Алтея ді Валленберг     |
| 2023 | ф  | Мафія Мама                          | Mafia Mamma                             | Б'янка                  |
| 2024 | ф  | Бітлджюс Бітлджюс                   | Beetlejuice Beetlejuice                 | Делорес                 |
| 2026 | ф  | Страсті Христові: Воскресіння       | The Passion of the Christ: Resurrection | Марія Магдалина         |

### Дубляж анімаційних фільмів
| Рік  | Українська назва            | Оригінальна назва                | Персонаж | Дубляж             |
| ---- | --------------------------- | -------------------------------- | -------- | ------------------ |
| 2003 | Синдбад: Легенда семи морів | Sinbad: Legend of the Seven Seas | Маріна   | французький дубляж |
| 2005 | Роботи                      | Robots                           | Кеппі    | французький дубляж |

### Анімаційні фільми
| Рік  | Українська назва           | Оригінальна назва        | Персонаж      |
| ---- | -------------------------- | ------------------------ | ------------- |
| 2024 | Ковчег: Анімаційний серіал | Ark: The Animated Series | Кассія Віріла |

### Телефільми і серіали
| Рік  |    | Українська назва                               | Оригінальна назва                               | Роль               |
| ---- | -- | ---------------------------------------------- | ----------------------------------------------- | ------------------ |
| 1990 | тф | Життя з дітьми                                 | Vita coi figli                                  | Ельда              |
| 1995 | с  | Йосип                                          | Joseph                                          | дружина фараона    |
| 1996 | с  | Алізея і прекрасний принц                      | Sorellina e il principe del sogno               | роль другого плану |
| 2007 | с  | Хертанго                                       | Heartango                                       | роль другого плану |
| 2010 | с  | Роза, це Париж                                 | Rose, c'est Paris                               | Гала               |
| 2011 | с  | R.I.S. Рим — Недосконалі злочини               | R.I.S. Roma — Delitti imperfetti                | грає саму себе     |
| 2011 | с  | Платане                                        | Platane                                         | грає саму себе     |
| 2016 | с  | Моцарт у джунглях                              | Mozart in the Jungle                            | Алессандра         |
| 2017 | с  | Твін Пікс: Повернення                          | Twin Peaks: The Return                          | грає саму себе     |
| 2018 | с  | Диво                                           | Il Miracolo                                     | Марія              |
| 2018 | с  | Десять відсотків                               | Dix pour cent                                   | грає саму себе     |
| 2019 | с  | Не турбувати                                   | Do Not Disturb                                  | грає саму себе     |
| 2021 | с  | Розмита любов                                  | L'Amour flou                                    | Валерія            |
| ?    | с  | Радикальний погляд: життя та часи Тіни Модотті | Radical Eye: The Life and Times of Tina Modotti | Тіна Модотті       |

### Документальні фільми
| Рік  |     | Українська назва               | Оригінальна назва               | Роль         |
| ---- | --- | ------------------------------ | ------------------------------- | ------------ |
| 2009 | док | Данина поваги Риму             | Omaggio a Roma                  | Тоска        |
| 2021 | док | Дівчина у фонтані              | The Girl in the Fountain        | Аніта Екберг |
| 2023 | док | Марія Каллас: Листи та спогади | Maria Callas: Lettere e Memorie | оповідачка   |

### Відеоігри
| Рік  | Назва                            | Персонаж  |
| ---- | -------------------------------- | --------- |
| 2003 | Enter the Matrix                 | Персефона |
| 2004 | Prince of Persia: Warrior Within | Кайлін    |
| 2005 | The Matrix Online                | Персефона |

## Театр

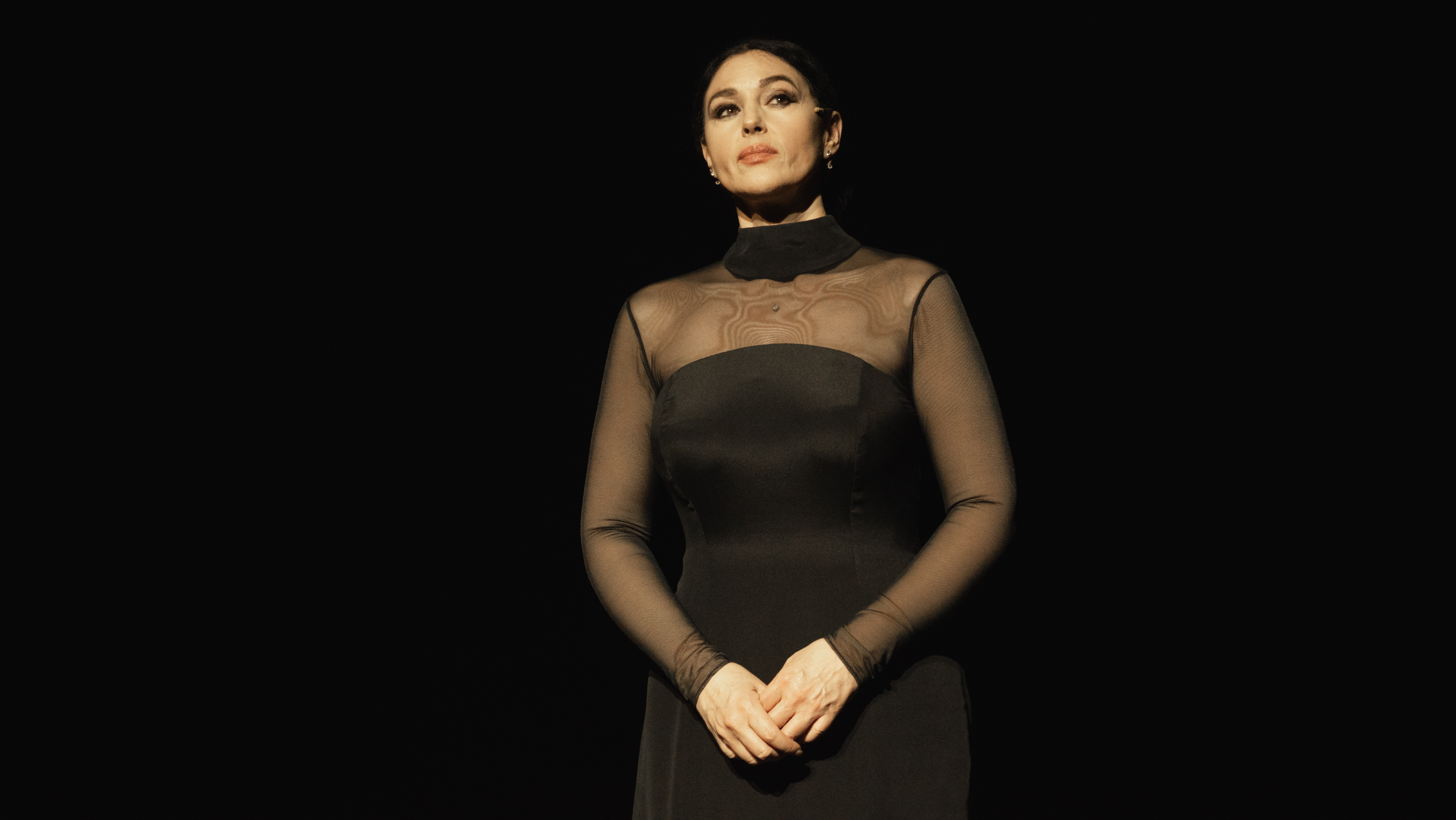
Беллуччі під час вистави «Листи та спогади Марії Каллас» (2022)

За свою кар'єру Беллуччі виступала лише в одній театральній постановці — «Листи та спогади Марії Каллас».
| Рік  | Вистава                       | Роль         | Заклад/захід                |
| ---- | ----------------------------- | ------------ | --------------------------- |
| 2019 | Листи та спогади Марії Каллас | Марія Каллас | Театр Маріньї               |
| 2020 | Листи та спогади Марії Каллас | Марія Каллас | Театр Буф Парізьєн          |
| 2020 | Листи та спогади Марії Каллас | Марія Каллас | Фестиваль Дуе Монді         |
| 2020 | Листи та спогади Марії Каллас | Марія Каллас | Театр принцеси Грейс        |
| 2021 | Листи та спогади Марії Каллас | Марія Каллас | Белемський культурний центр |
| 2021 | Листи та спогади Марії Каллас | Марія Каллас | Одеон Ірода Аттичного       |
| 2021 | Листи та спогади Марії Каллас | Марія Каллас | Театр Мадзоні               |
| 2021 | Листи та спогади Марії Каллас | Марія Каллас | Парк музики                 |
| 2021 | Листи та спогади Марії Каллас | Марія Каллас | Театр Гольдоні              |
| 2022 | Листи та спогади Марії Каллас | Марія Каллас | Національна опера Монпельє  |
| 2022 | Листи та спогади Марії Каллас | Марія Каллас | Theatre Royal Haymarket     |
| 2022 | Листи та спогади Марії Каллас | Марія Каллас | Театр Його Величності       |
| 2022 | Листи та спогади Марії Каллас | Марія Каллас | Zorlu PSM                   |
| 2022 | Листи та спогади Марії Каллас | Марія Каллас | Александринський театр      |
| 2022 | Листи та спогади Марії Каллас | Марія Каллас | Театр Шатле                 |
| 2022 | Листи та спогади Марії Каллас | Марія Каллас | Театр ім. Є. Вахтангова     |
| 2022 | Листи та спогади Марії Каллас | Марія Каллас | Театр Кастель де Пералада   |
| 2022 | Листи та спогади Марії Каллас | Марія Каллас | Театр Орфей                 |
| 2023 | Листи та спогади Марії Каллас | Марія Каллас | Театр Бікон                 |

## Відзнаки

### Нагороди і номінації
| Нагорода                                   | Рік  | Робота                                             | Категорія                                                          | Результат | Прим.           |
| ------------------------------------------ | ---- | -------------------------------------------------- | ------------------------------------------------------------------ | --------- | --------------- |
| Сезар                                      | 1997 | «Квартира»                                         | Найперспективніша акторка                                          | Номінація | [ 246 ] [ 247 ] |
| Давид ді Донателло                         | 2003 | «Пам'ятай мене»                                    | Найкраща жіноча роль другого плану                                 | Номінація | [ 248 ] [ 249 ] |
| Вибір Дублінського товариства кінокритиків | 2016 | «Вілль-Марі»                                       | Найкраща акторка                                                   | Перемога  | [ 144 ] [ 250 ] |
| Європейський кіноприз                      | 2001 | «Малена»                                           | Вибір Джеймса Піплса — найкраща акторка                            | Номінація | [ 251 ]         |
| Золотий глобус                             | 1998 | «Остання новорічна ніч»                            | Найкраща акторка                                                   | Перемога  | [ 252 ] [ 67 ]  |
| Нагорода Марії Каллас, «Монако-Гала»       | 2022 | «Листи та мемуари Марії Каллас»                    | Найкраща артистка (театральна гра)                                 | Перемога  | [ 253 ]         |
| MTV Movie & TV Awards                      | 2004 | «Матриця: Перезавантаження»                        | Найкращий поцілунок (з Кіану Рівзом)                               | Номінація | [ 254 ]         |
| Срібна стрічка                             | 2003 | «Пам'ятай мене»                                    | Найкраща жіноча роль другого плану                                 | Перемога  | [ 255 ]         |
| Срібна стрічка                             | 2005 | «Страсті Христові»                                 | Найкраща жіноча роль другого плану                                 | Номінація | [ 256 ] [ 257 ] |
| Срібна стрічка                             | 2007 | «Н (я і Наполеон)»                                 | Найкраща жіноча роль другого плану                                 | Номінація | [ 257 ] [ 258 ] |
| Срібна стрічка                             | 2017 | «По чумацькому шляху»                              | Європейська нагорода «Срібна стрічка»                              | Перемога  | [ 257 ]         |
| Сатурн                                     | 2002 | «Братство вовка»                                   | Найкраща жіночу роль другого плану                                 | Номінація | [ 259 ] [ 260 ] |
| Сатурн                                     | 2003 | «Матриця: Перезавантаження» і «Матриця: Революція» | Нагорода «Кінематографічний пейзаж: „обличчя майбутнього“ (жінка)» | Номінація | [ 261 ] [ 262 ] |
| Нагорода «Вибір підлітків»                 | 2003 | «Матриця: Перезавантаження» і «Матриця: Революція» | Найкраща проривна акторка                                          | Номінація | [ 263 ] [ 264 ] |
| «Золотий Вітязь»                           | 2017 | По чумацькому шляху                                | Найкраща жіноча роль у головній ролі                               | Перемога  | [ 265 ]         |

### Спеціальні нагороди
| Захід                                                     | Рік  | Нагорода                                                                                                | Прим.   |
| --------------------------------------------------------- | ---- | --- | ------- |
| Китайський бізнес-клуб в рамках Міжнародного жіночого дня | 2020 | Нагорода «Жінка року»                                                                                   | [ 266 ] |
| Золотий «Чак»                                             | 2014 | Жіноча премія «Золотий Суперчак» (кар'єра)                                                              | [ 267 ] |
| «Сітіфест» — Кінофонд Риму                                | 2017 | Приз Вірни Лізі                                                                                         | [ 268 ] |
| Давид ді Донателло                                        | 2021 | Спеціальний «Давід» (премія Давида ді Донателло за кар'єру)                                             | [ 269 ] |
| Фестиваль італійських конозйомок — Лос-Анджелес           | 2018 | Нагорода за кар'єрні досягнення                                                                         | [ 270 ] |
| Фестиваль італійських конозйомок — Лос-Анджелес           | 2018 | Премія Італійського інституту культури у Лос-Анджелесі «За просування італійської креативності у світі» | [ 270 ] |
| Приз «Флаяно»                                             | 2021 | Міжнародна премія «Флаяно» за життєві досягнення                                                        | [ 271 ] |
| Золотий глобус                                            | 2005 | Європейський «Золотий глобус                                                                            | [ 108 ] |
| Всесвітній фестиваль кіно та музики на острові Ішія       | 2012 | Премія «Ішія» акторці року                                                                              | [ 272 ] |
| Кіно-музичний фестиваль «Кюстендорф»                      | 2013 | Премія «Фільми майбутнього»                                                                             | [ 273 ] |
| Лос-Кабоський міжнародний кінофестиваль                   | 2016 | Премія за життєві досягнення                                                                            | [ 274 ] |
| Премія «Люм'єр»                                           | 2018 | Почесна премія Люм'єр                                                                                   | [ 275 ] |
| Премія «Магрітт»                                          | 2020 | Почесна премія Магрітт                                                                                  | [ 276 ] |
| Кінофестиваль у Монте-Карло                               | 2017 | Нагорода за кар'єрні досягнення                                                                         | [ 277 ] |
| Міжнародний кінофестиваль у Мумбаї                        | 2017 | Спеціальна нагорода                                                                                     | [ 278 ] |
| Міжнародний кінофестиваль у Сан-Себастьяні                | 2017 | Почесна Нагорода «Доностія» за кар'єрні досягнення                                                      | [ 157 ] |
| Кінофестиваль «Таорміна-фест»                             | 2011 | Премія «Таорміна-арте»                                                                                  | [ 279 ] |
| Туринський кінофестиваль                                  | 2021 | Премія за життєві досягнення                                                                            | [ 280 ] |
| Туринський кінофестиваль                                  | 2021 | Премія «Зірка крота» за мистецьке новаторство                                                           | [ 281 ] |
| Трієстський кінофестиваль                                 | 2017 | «Східна зірка»                                                                                          | [ 282 ] |
| Церемонія нагородження «Жінка світу»                      | 2009 | Нагорода «Акторка світу»                                                                                | [ 283 ] |

## Почесті

### Державні нагороди
- Кавалерка Ордену Мистецтв та літератури. Орден був вручений Беллуччі 2006 року міністром внутрішніх справ і майбутнім президентом Франції Ніколя Саркозі в Єлисейському палаці[284].
- Кавалерка Ордену Почесного легіону. 2016 року вона отримала орден з рук президента Франції Франсуа Олланда в Єлисейському палаці[284].

### Інші почесті
2010 року Беллуччі була нагороджена Медаллю Вітторіо де Сіки для італійського кіно президентом Італії Джорджо Наполітано. 2019 року була відкрита зірка акторки на Алеї слави у бельгійському місті Остенде. 2020 вона отримала Ключ міста Флоренції від мера Даріо Нарделли.